# Dallas
Dallas (/ˈdæləs/) város az Amerikai Egyesült Államokban, Texas állam északkeleti részén, a legnépesebb város a Dallas–Fort Worth metroplexben, Texas legnépesebb nagyvárosi körzetében és az Egyesült Államok negyedik legnépesebb nagyvárosi körzetében (7,5 millió lakos). Dallas megye legnépesebb városa és székhelye, amelynek részei Collin, Denton, Kaufman és Rockwall megyékbe is átnyúlnak. A 2020-as népszámlálási adatok szerint 1 304 379 lakossal az Egyesült Államok kilencedik legnépesebb városa és Texas harmadik legnépesebb városa Houston és San Antonio után.
Dallas ezenkívül a legnagyobb városa a még Fort Worth, Arlington, Denton, Plano és egyéb más nagyobb települések által közre fogott agglomerációnak. A térség több mint 5 800 000 lakosával egyben az ötödik legnépesebb agglomeráció az USA-ban.
Az észak-texasi régióban található Dallas városa az Egyesült Államok déli részének legnagyobb nagyvárosi területének fő magja és az Egyesült Államok legnagyobb szárazföldi nagyvárosi területe, amely nem rendelkezik hajózható összeköttetéssel a tengerrel.
Dallas és a közeli Fort Worth kezdetben a térségen áthaladó fő vasútvonalak megépítésének eredményeként fejlődtek ki, amelyek lehetővé tették a gyapot, a szarvasmarha, majd később az észak- és kelet-texasi kőolaj elérését. Az államközi autópálya-rendszer kiépítése megerősítette Dallas mint közlekedési csomópont kiemelkedő szerepét, mivel négy nagy államközi autópálya fut össze a városban, és egy ötödik államközi elkerülő autópálya veszi körül. Dallas ezután erős ipari és pénzügyi központtá és jelentős belvízi kikötővé fejlődött, köszönhetően a főbb vasútvonalak és az államközi autópályák összefolyásának, valamint a Dallas/Fort Worth nemzetközi repülőtér megépítésének, amely a világ egyik legnagyobb és legforgalmasabb repülőtere, emellett a Dallas Area Rapid Transit (DART) vasúti és buszközlekedést működtet a városban és a környező külvárosokban.
Sokszínű gazdaságának meghatározó ágazatai közé tartozik a hadiipar, a pénzügyi szolgáltatások, az információtechnológia, a távközlés és a szállítás. A Dallas-Fort Worth metropoliszban 23 Fortune 500 vállalat működik, a második legtöbb Texasban és a negyedik legtöbb az Egyesült Államokban, és ezek közül 11 vállalat Dallas városhatárain belül található. Több mint 41 főiskola és egyetem található a metropolisz területén, ami a legtöbb a texasi metropoliszok közül. A város lakossága számtalan etnikai és vallási háttérrel rendelkezik, és az egyik legnagyobb LMBT közösség az Egyesült Államokban. A WalletHub 2018-ban Dallast az ötödik legváltozatosabb városnak nevezte az Egyesült Államokban.
Dallas az 1960-as, 70-es években indult rendkívül gyors fejlődésnek, a 2000-es évekre az USA meghatározó közlekedési csomópontjává vált, és fontos pénzügyi és IT-központ is. Ezenkívül itt található a római katolikus és az episzkopális Dallasi egyházmegye székhelye is.

## Története

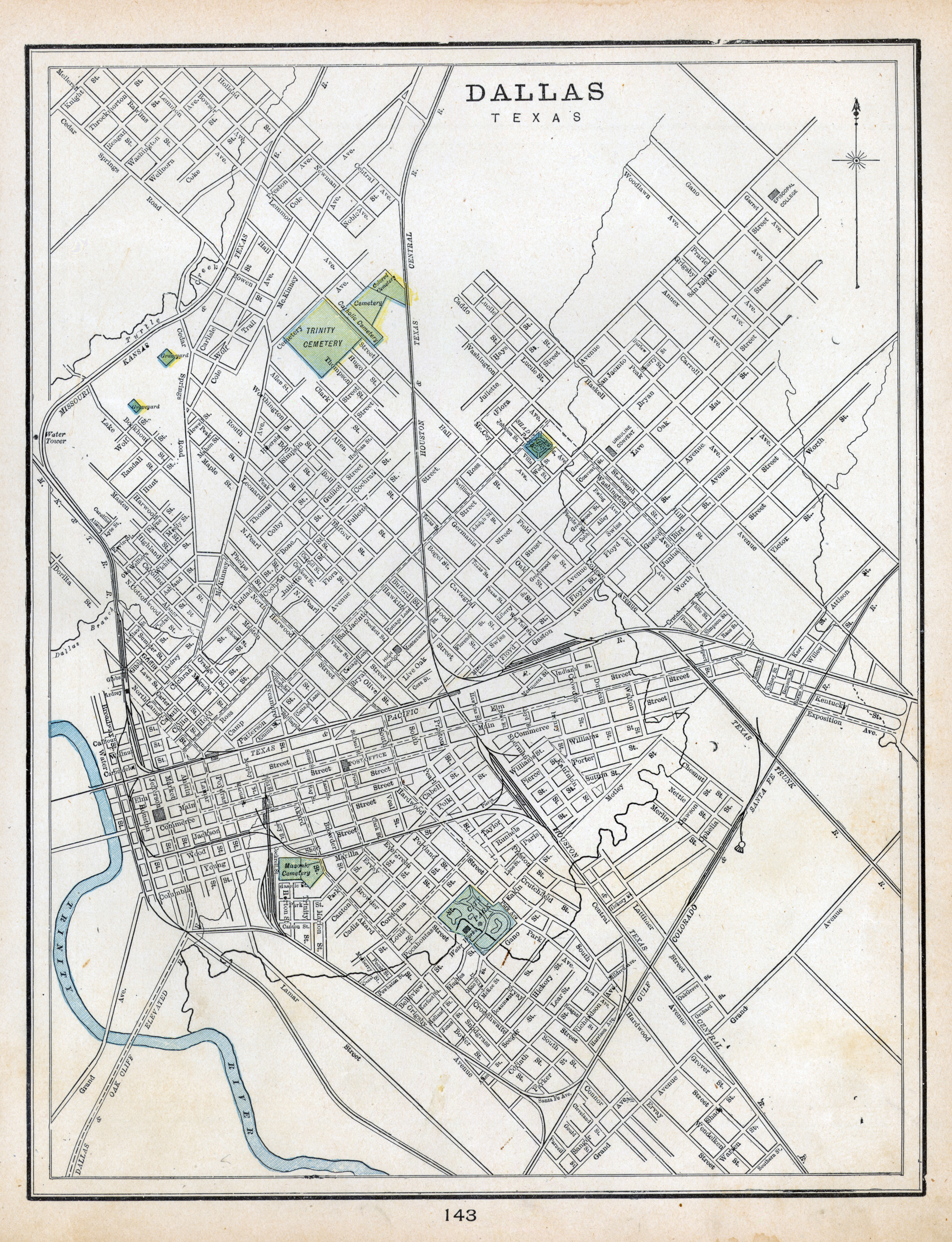
George C. Cram 1890-es dallasi térképe

Az észak-texasi őslakos törzsek közé tartoztak a caddo, a tawakoni, a wichita, a kickapoo és a komancs törzsek. A spanyol gyarmatosítók a 18. században az Új-Spanyolországi Alkirályság részeként igényt tartottak Texas területére. Később Franciaország is igényt tartott a területre, de soha nem telepedett le nagyobb mértékben. Összesen hat zászló lobogott a terület felett a város története előtt és alatt: Franciaország, Spanyolország és Mexikó zászlaja, a Texasi Köztársaság zászlaja, a Konföderáció zászlaja és az Amerikai Egyesült Államok zászlaja.
1819-ben az Egyesült Államok és Spanyolország között létrejött Adams–Onís-egyezmény a Vörös folyót határozta meg Új-Spanyolország északi határaként, ezzel Dallas későbbi helyét hivatalosan is jócskán spanyol területen belülre helyezte. 1821-ig, amikor Mexikó kikiáltotta függetlenségét Spanyolországtól, a terület spanyol fennhatóság alatt maradt, és a területet Coahuila y Tejas mexikói állam részének tekintették. 1821-ben a területet a spanyolok a spanyoloktól függetlenné tették. 1836-ban a texasiak, többségében angol-amerikai telepesek, függetlenné váltak Mexikótól, és megalakították a Texasi Köztársaságot.
Három évvel azután, hogy Texas elnyerte függetlenségét, John Neely Bryan felmérte a mai Dallas környékét. 1839-ben kutyája és egy Nednek nevezett cseroki kíséretében karót ütött a földbe a Trinity folyó három elágazása közelében található sziklán, majd távozott. 1841-ben, két évvel később visszatért, hogy állandó települést alapítson Dallas néven. A név eredete bizonytalan. A hivatalos történelmi emléktábla szerint a pennsylvaniai Philadelphiából származó George M. Dallas alelnökről nevezték el. Ezt azonban vitatják. Az eredetre vonatkozó egyéb lehetséges elméletek között szerepel a bátyja, Alexander James Dallas parancsnok, valamint a testvérek, Walter R. Dallas és James R. Dallas. Egy további elmélet szerint a végső eredet a skóciai Morayban található Dallas falut jelenti, hasonlóan ahhoz, ahogyan a texasi Houston is Sam Houstonról kapta a nevét, akinek ősei a Renfrewshire-i Houston skót faluból származtak.
A Texasi Köztársaság 1845-ben csatlakozott az Egyesült Államokhoz, és a következő évben alakult meg Dallas megye. Dallas 1856. február 2-án hivatalosan is várossá alakult. 1800-as évek közepén francia szocialisták egy csoportja megalapította La Réunion-t, egy rövid életű közösséget a Trinity folyó mentén, a mai West Dallas területén.

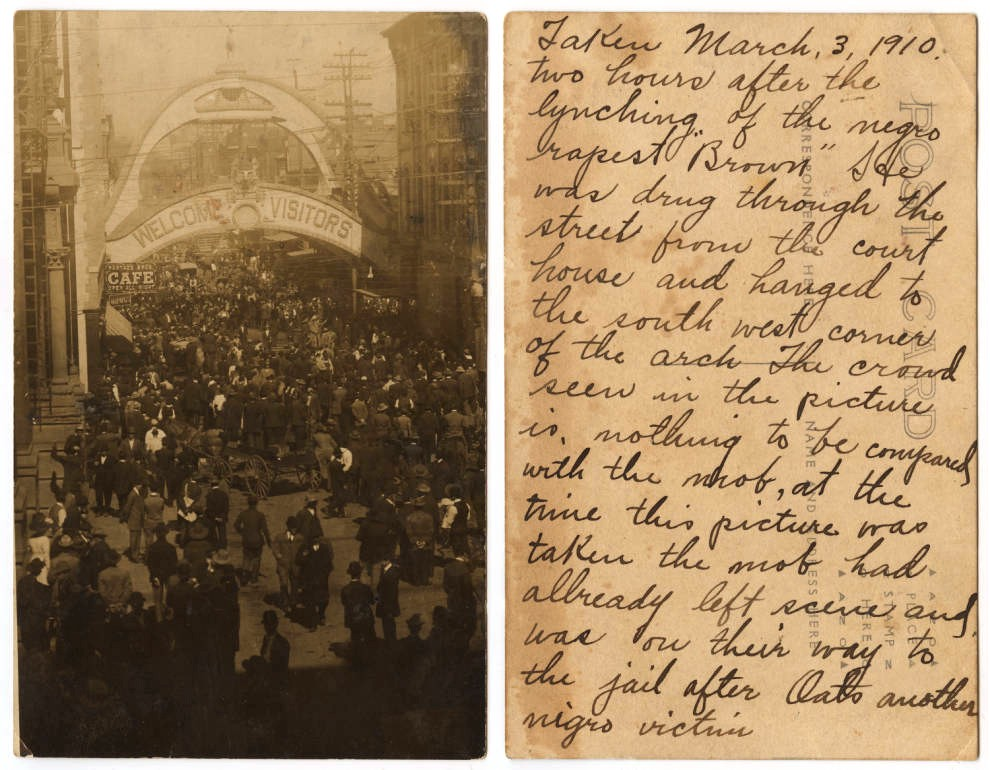
Képeslap Allen Brooks meglincseléséről Dallas belvárosában, 1910-ben

A vasútépítéssel Dallas üzleti és kereskedelmi központtá vált, és a 19. század végére fellendült. Ipari várossá vált, amely Texasból, Délről és a Közép-Nyugatról vonzotta a munkásokat. Az 1909-ben épült 15 emeletes dallasi Praetorian Building a Mississippitől nyugatra az első felhőkarcolók közé tartozott, és egy ideig a legmagasabb épület volt Texasban. Ez jelezte Dallas mint város kiemelkedését. Épült egy versenypálya angol telivérek számára, és tulajdonosaik megalapították a Dallas Jockey Clubot. A futóversenyzők egy Fort Worth-i pályán versenyeztek, ahol egy hasonló versenyzői klub működött. A népesség gyors növekedése fokozta a munkahelyekért és a lakhatásért folyó versenyt.
1910-ben egy több száz fős fehér csőcselék meglincselt egy fekete férfit, Allen Brooksot, akit egy kislány megerőszakolásával vádoltak. A csőcselék megkínozta Brooksot, majd a belvárosi Main és Akard kereszteződésénél megölte, felakasztva egy díszes boltívre, amelyre az „Üdvözöljük a látogatókat” felirat volt írva. Több ezer dallasi jött el, hogy megnézze a kínzási jelenetet, emléktárgyakat gyűjtött és fényképezkedett.
1921-ben Álvaro Obregón mexikói elnök az egykori forradalmár tábornokkal együtt meglátogatta a Downtown Dallasban található Little Mexico Mexikói Parkot; a kis park az Akard és a Caruth Street sarkán volt, a jelenlegi Fairmont Hotel helyén. A kis Little Mexico negyedben latin-amerikai lakosság élt, akiket többek között az amerikai álom, a jobb életkörülmények és a mexikói forradalom vonzott Dallasba.

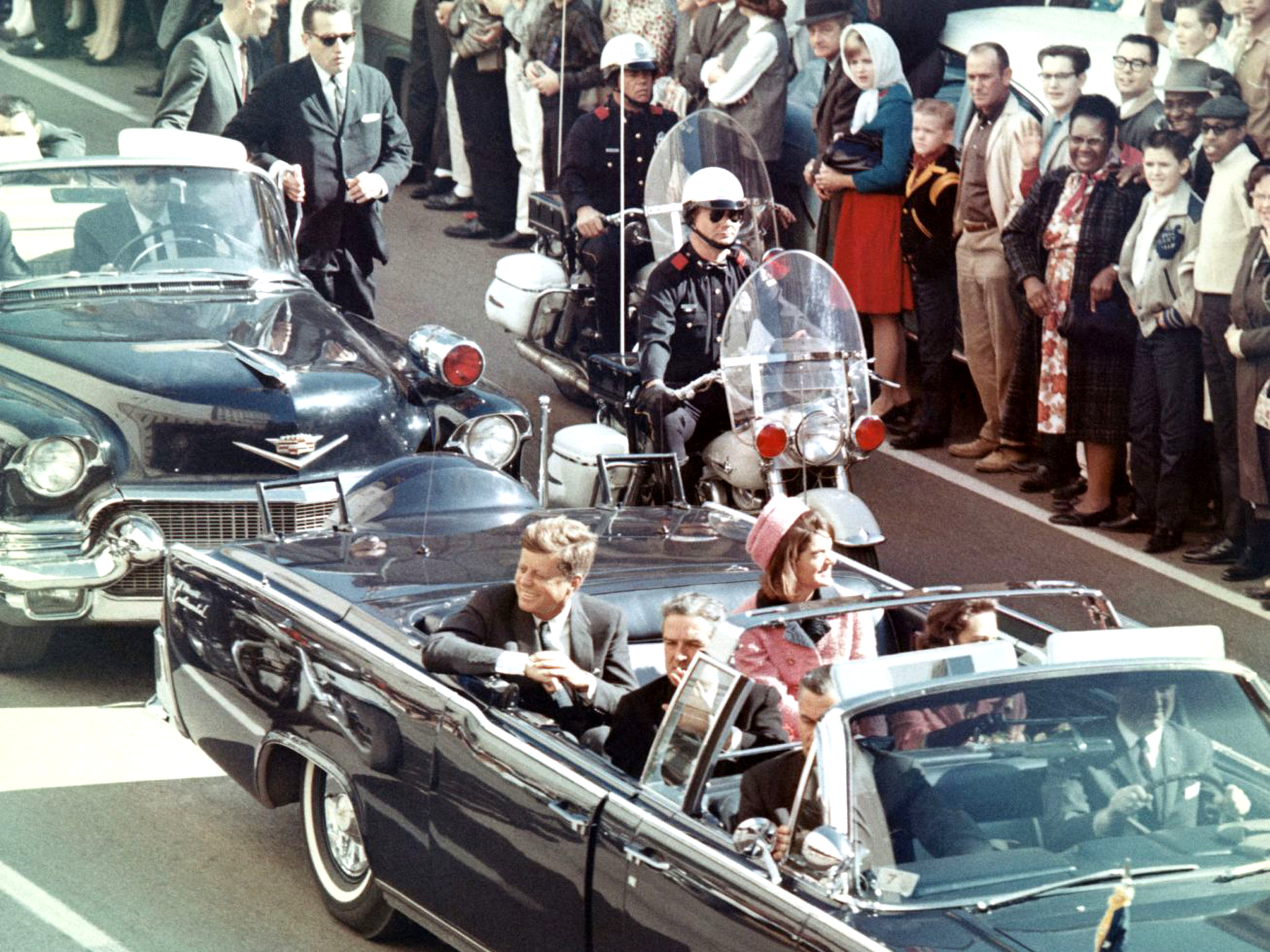
John F. Kennedy elnök egy kabrió autóban utazik Dallas külvárosában, feleségével, Jacqueline-nel és másokkal együtt, percekkel a merénylet előtt

A második világháború alatt Dallas az Egyesült Államok és a szövetséges erők számára katonai autók és repülőgépek egyik fő gyártóközpontja volt. Több mint 94 000 dzsipet és több mint 6000 katonai teherautót gyártottak a Ford kelet-dallasi üzemében.. A North American Aviation több mint 18 000 repülőgépet gyártott dallasi üzemében, köztük a T-6 Texan kiképzőgépet, a P-51 Mustang vadászgépet és a B-24 Liberator bombázót.
1963. november 22-én az Egyesült Államok elnökét, John F. Kennedyt meggyilkolták az Elm Streeten, miközben konvoja áthaladt a Dealey Plazán Dallas belvárosában. Annak az épületnek a felső két emeletét, ahonnan a Warren-bizottság szerint a merénylő Lee Harvey Oswald lelőtte Kennedyt, történelmi múzeummá alakították át, amely az egykori elnök életét és eredményeit mutatja be. Kennedyt a dallasi Parkland Memorial Kórházban alig több mint 30 perccel a lövöldözés után nyilvánították halottnak.
2016. július 7-én több lövés dördült el a Dallas belvárosában tartott Black Lives Matter tüntetésen, amelyet két más államból származó fekete férfi rendőrgyilkossága ellen tartottak. A fegyveres, akit később Micah Xavier Johnson néven azonosítottak, este 20:58-kor kezdett tüzelni a rendőrökre, öt rendőr meghalt, kilenc pedig megsebesült. Két járókelő is megsérült. A szeptember 11-i terrortámadások óta ez volt a leghalálosabb nap az amerikai rendfenntartó erők számára. Johnson a patthelyzet során azt mondta a rendőröknek, hogy feldúlt volt a közelmúltban a feketék ellen elkövetett rendőrségi lövöldözések miatt, és meg akarta ölni a fehéreket, különösen a fehér rendőröket. Miután a többórás tárgyalás sikertelen volt, a rendőrség egy robot által bevetett bombához folyamodott, és megölte Johnsont a Dallas College El Centro Campuson belül. A lövöldözés szállodák, éttermek, üzletek és lakóházak által határolt területen történt, mindössze néhány háztömbnyire a Dealey Plazától.

## Földrajz

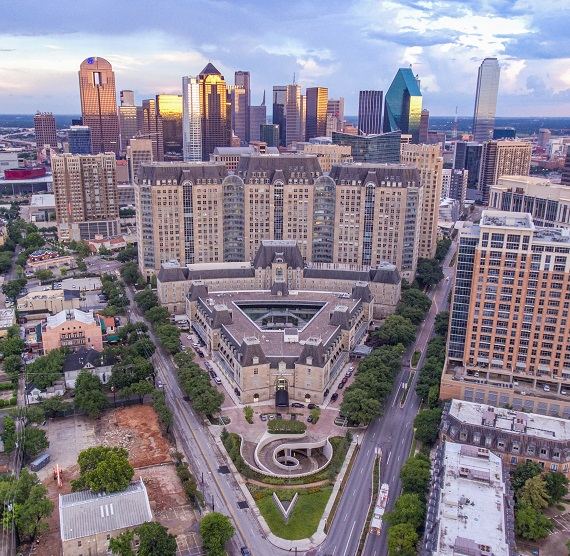
Dallas külvárosa Dallas belvárosával a háttérben

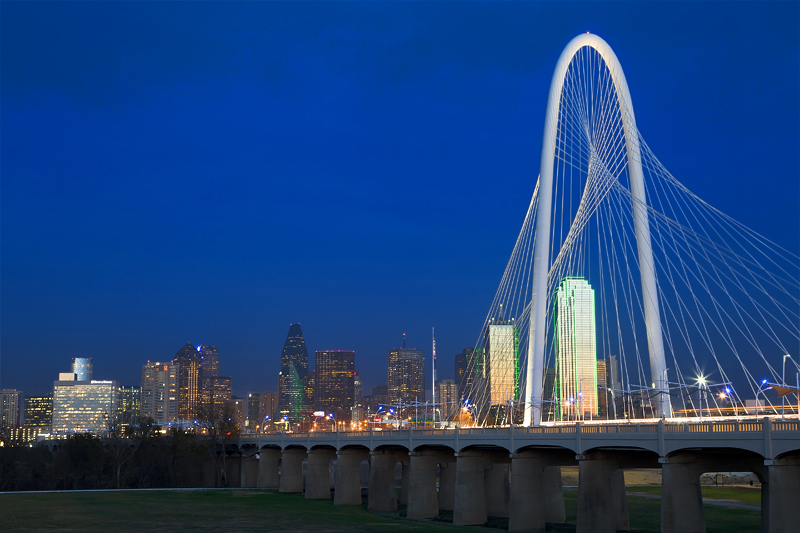
A Margaret Hunt Hill híd, amelyet egy dallasi filantrópról neveztek el, a Trinity folyón ível át

Dallas az Amerikai Egyesült Államok déli részén, Észak-Texasban található. Dallas megye megyeszékhelye, és a város egyes részei a szomszédos Collin, Denton, Kaufman és Rockwall megyékbe is átnyúlnak. Számos előváros veszi körül Dallast; három enklávé a város határain belül található - Cockrell Hill, Highland Park és University Park. Az Egyesült Államok Népszámlálási Irodája szerint a város teljes területe 385,8 négyzetmérföld (999,3 km²); Dallas 340,5 négyzetmérföld (881,9 km²) szárazföld és 45,3 négyzetmérföld (117,4 km² vagy 11,75%) víz. Dallas a sokkal nagyobb, Dallas-Fort Worth metroplex néven ismert urbanizált terület egyötödét teszi ki, amelyben a texasiak negyede él.

### Építészet
Dallas látképét húsz, felhőkarcolónak minősített épület uralja, amelyek magassága meghaladja a 150 m magasságot. Annak ellenére, hogy a legmagasabb épület nem éri el a 300 m magasságot, Dallasnak van egy jellegzetes épülete a Bank of America Plaza, amely neonban világít, de nincs rajta a világ kétszáz legmagasabb épületének listáján. Bár Dallas építészetének egy része a 19. század végéről és a 20. század elejéről származik, a város nevezetes építészeti alkotásainak többsége a modernista és posztmodern korszakból származik. A modernista építészet ikonikus példái közé tartozik a Reunion Tower, a John Fitzgerald Kennedy Memorial, I. M. Pei dallasi városházája és a Morton H. Meyerson Symphony Center. A posztmodernista felhőkarcolók jó példái a Fountain Place, a Bank of America Plaza, a Renaissance Tower, a JPMorgan Chase Tower és a Comerica Bank Tower. Dallas belvárosában is vannak lakóházak, amelyek közül néhány jellegzetes felhőkarcoló épület.
Számos kisebb építmény a gótikus stílusban készült, mint például a Kirby Building, és a neoklasszikus stílusban, mint a Davis és Wilson épületek. A város egyik építészeti „melegágya” a Swiss Avenue mentén található történelmi házak egy szakasza, amely a viktoriánustól a neoklasszicizmusig az építészet minden árnyalatát és változatát tartalmazza. A Dallas Downtown Historic District a dallasi kereskedelmi építészet keresztmetszetét védi az 1880-as évektől az 1940-es évekig.

### Kerületei

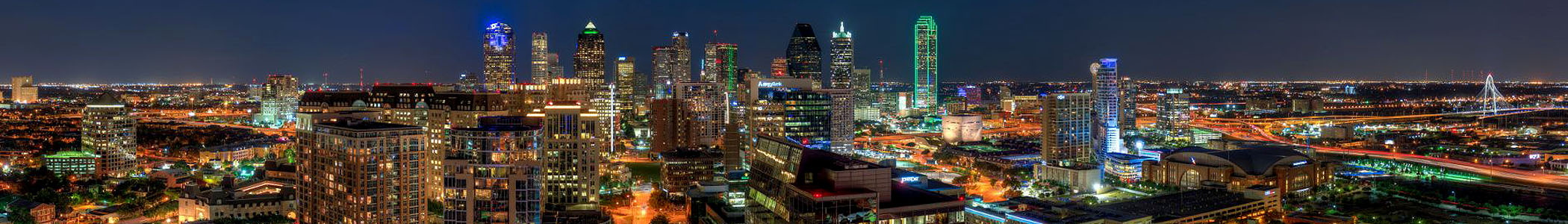
Légi felvétel az éjszakai kivilágított Dallasról

- Bishop Arts District
- Casa Linda
- Casa View
- Cedars
- Deep Ellum
- Design District
- Downtown
- Exposition Park
- Fair Park
- Highland Hills
- Kessler
- Knox-Henderson
- Lakewood
- Lake Highlands
- Lower Greenville
- "M" Streets
- Oak Cliff
- Oak Lawn
- Park Cities
- Pleasant Grove
- Preston Hollow
- Southwestern Medical District
- Trinity Groves
- Turtle Creek
- Uptown
- Victory Park
- West End

## Topográfia

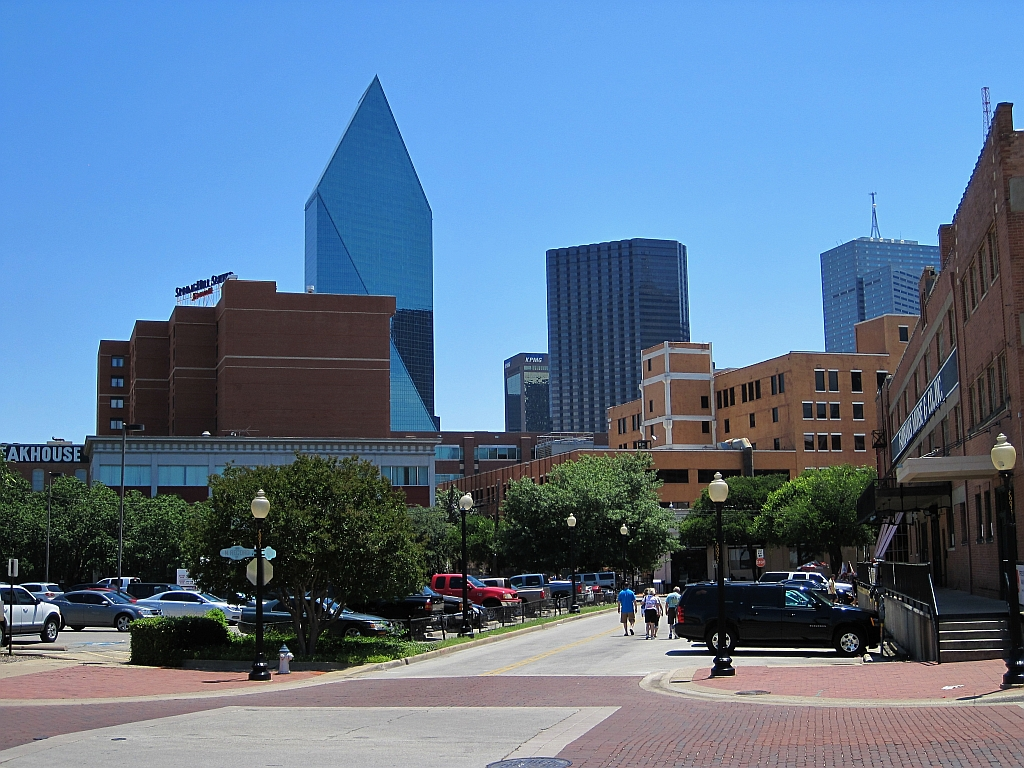
West End történelmi negyed

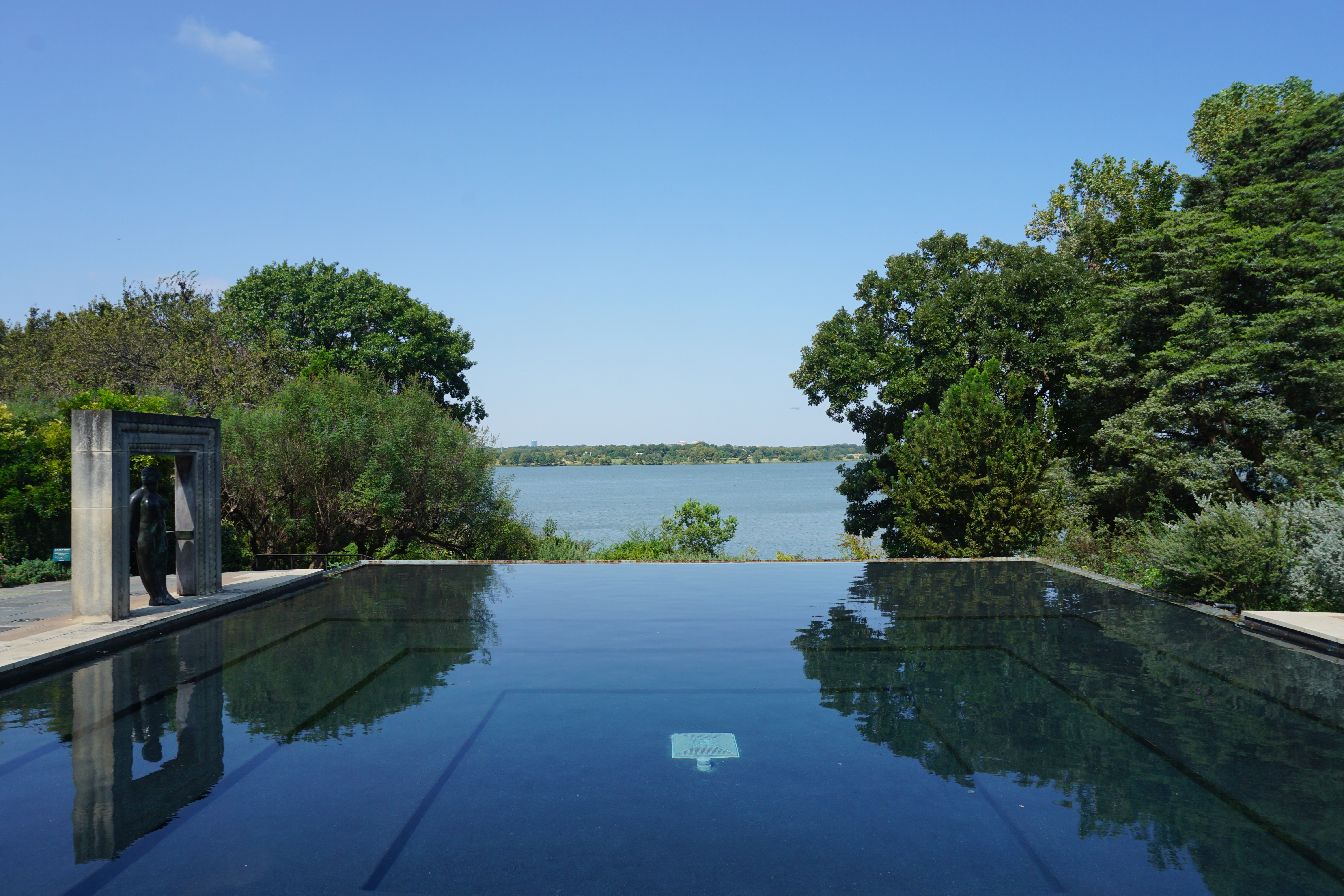
Dallasi arborétum és botanikus kert

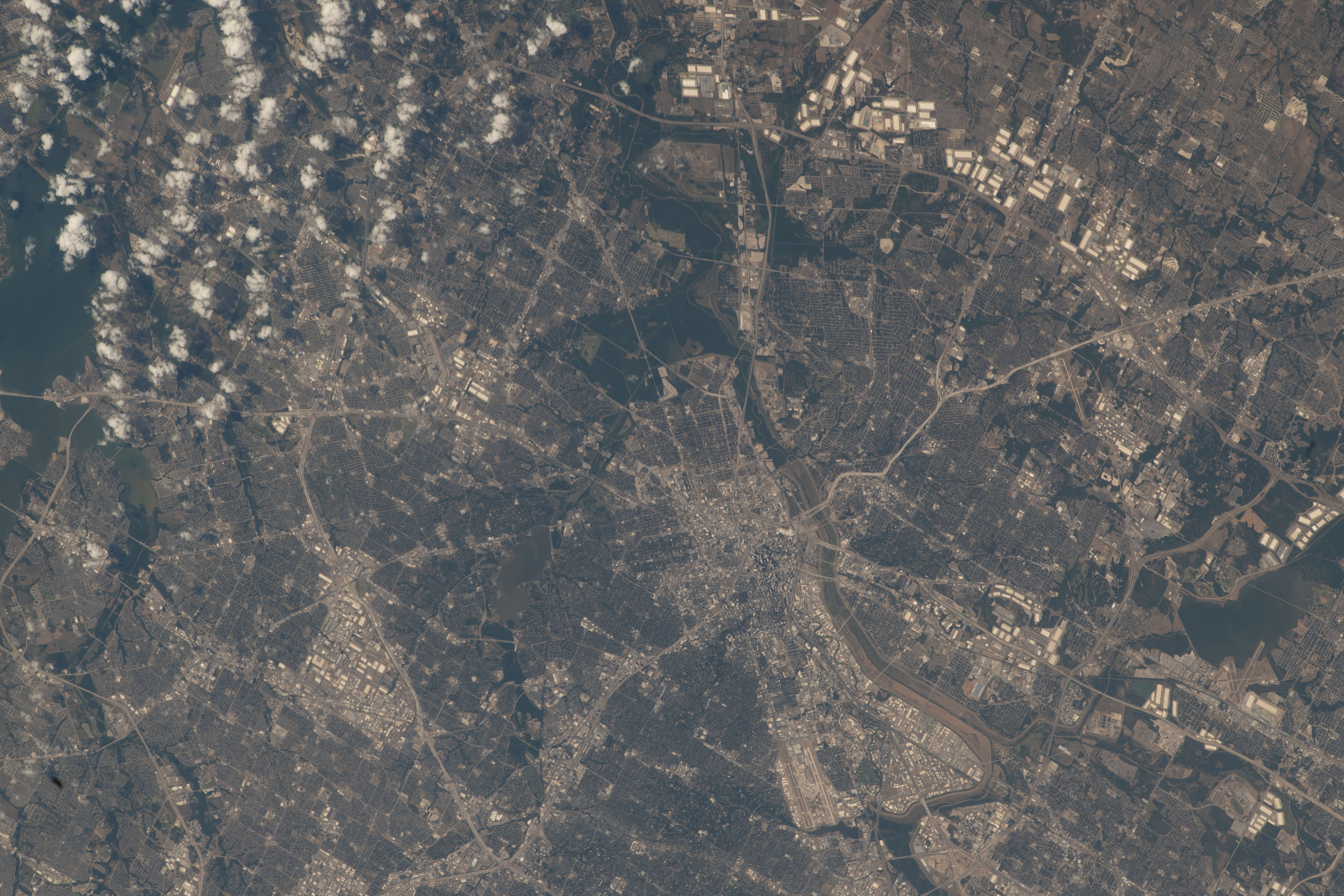
Dallas 2022. július 1-jén, északi tájolással lefelé és balra. A Nemzetközi Űrállomás 67-es expedíciója során készült a felvétel

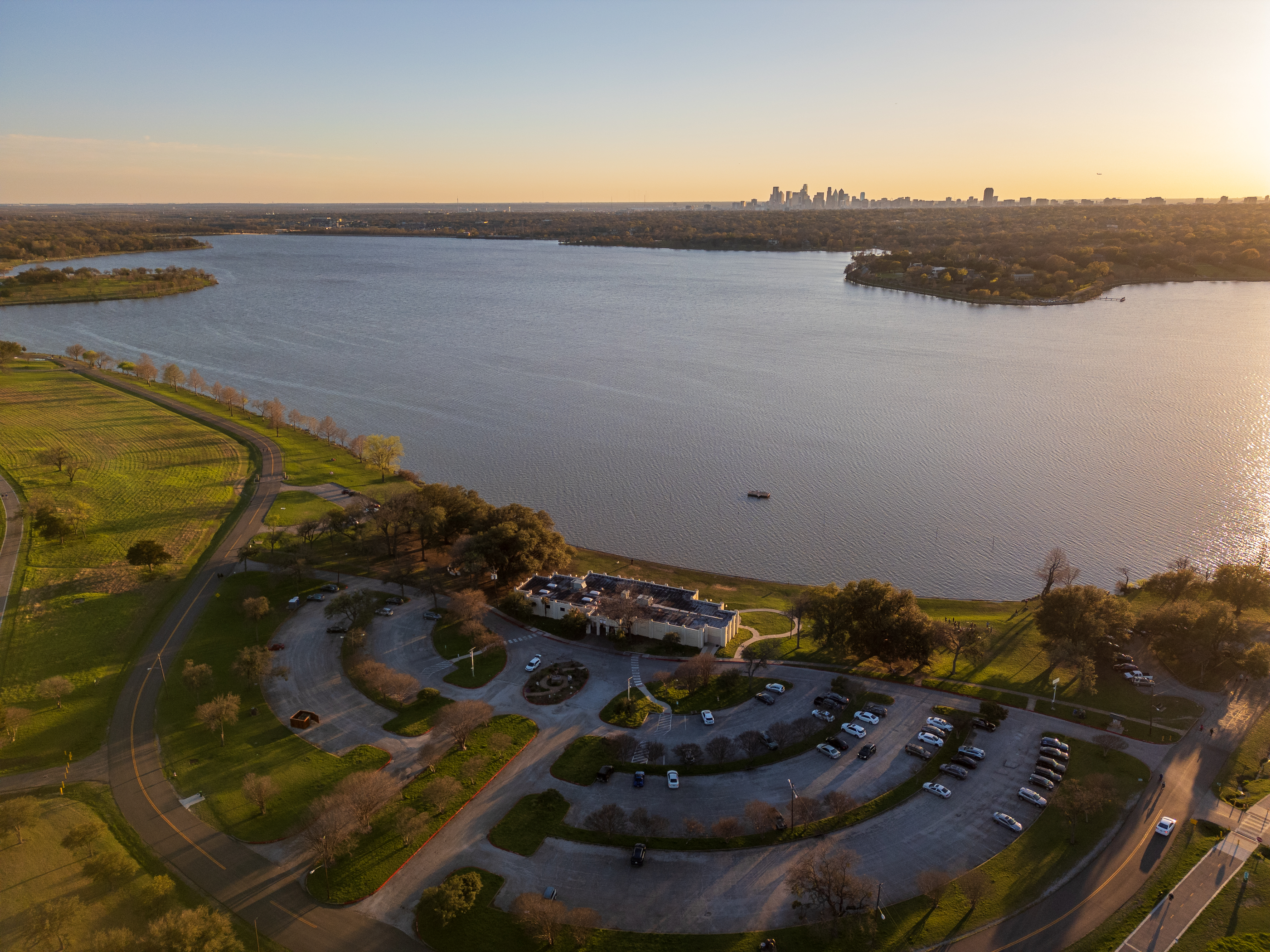
A White Rock-tó és a Bath House Kulturális Központ

Dallas és környéke többnyire sík terület. A város a tengerszint felett 137 és 168 m közötti magasságban fekszik. Az Austin Chalk Formation nyugati pereme, egy mészkősziklás (más néven „White Rock Escarpment”) 70 m magasan emelkedik, és nagyjából észak-déli irányban fut végig Dallas megyén. A Trinitytól délre a kiemelkedés különösen Oak Cliff és a szomszédos Cockrell Hill, Cedar Hill, Grand Prairie és Irving városok környékén érzékelhető. Jelentős domborzati eltérések tapasztalhatók a Tarrant megyében közvetlenül nyugatra fekvő városokban is, Fort Worth környékén, valamint a belvárostól északra fekvő Turtle Creek mentén.
Dallas, sok más városhoz hasonlóan, egy folyó mentén jött létre. A várost a Trinity-folyó „fehér sziklás átkelőhelyén” alapították, ahol a kompok és hidak előtti időkben a szekerek könnyebben át tudtak kelni a folyón. A Trinity folyó, bár nem használható hajózásra, a városon átvezető fő vízi útvonal. A 35E autópálya a Stemmons-folyosó mentén halad át Dallason, majd délre a belváros nyugati része mellett, Dél-Dallason és Pleasant Grove-on át, ahol a folyóval párhuzamosan halad a 45-ös autópálya, amíg el nem hagyja a várost, és délkeletre, Houston felé nem tart. A folyót mindkét oldalon 15 méter magas földgátak szegélyezik, hogy megvédjék a várost a gyakori árvizektől.
Amióta az 1920-as évek végén átirányították, a folyó a belváros felett és alatt több mérföldön át alig volt több, mint egy árterületen belüli vízelvezető árok, a folyónál feljebb és lejjebb normálisabb folyás volt, de ahogy Dallas elkezdett a posztindusztriális társadalom felé mozdulni, a folyó esztétikai és rekreációs hasznosításának hiánya miatti közfelháborodás végül utat engedett a Trinity River Projectnek, amely a 2000-es évek elején kezdődött.
A projektterület több mint 32 km (20 mérföld) hosszúságban nyúlik el a városon belül, míg a területrendezési terv által érintett teljes földrajzi terület nagysága körülbelül 44 000 hektár (180 km²) - ez Dallas területének mintegy 20%-a. A folyó menti zöldterület mintegy 10 000 hektárt (40 km²) foglal magába, így ez az egyik legnagyobb és legváltozatosabb városi park a világon.
A White Rock Lake és a Joe Pool Lake víztározók alkotják Dallas másik jelentős vízfelületét. A 20. század elején épült White Rock Lake Park a csónakázók, evezősök, kocogók és kerékpárosok, valamint a tó keleti partján található 66 hektáros (267 000 m²) dallasi arborétum és botanikus kertben a várostól nyugodt pihenést kereső látogatók kedvelt célpontja. A White Rock Creek a White Rock-tóba torkollik, majd Dallas belvárosától délkeletre a Trinity folyóba torkollik. A White Rock Creek mentén húzódó ösvények a kiterjedt Dallas megyei ösvényrendszer részét képezik.
A Dallas-Love repülőtértől északnyugatra fekvő Bachman-tó egy kisebb tó, amelyet szintén szívesen használnak kikapcsolódásra. A várostól északkeletre található a Ray Hubbard-tó, egy hatalmas, 22 745 hektáros (92 km²) víztározó, amely Dallasnak egy Garland, Rowlett, Rockwall és Sunnyvale elővárosok által körülvett kiterjedésében található. A várostól nyugatra található a Mountain Creek-tó, amely egykor a dallasi haditengerészeti légibázis (Hensley Field) és számos védelmi repülőgépgyártónak adott otthont. Az Irving és Coppell által körülvett North Lake, egy kis vízfelület a városhatár kiterjesztésében, eredetileg egy közeli erőmű vízforrásaként szolgált, de most a Dallas/Fort Worth nemzetközi repülőtérhez való közelsége miatt rekreációs tóvá való átalakítását célozzák, amit a tó szomszédos városai elleneznek.

## Éghajlata
A jellemző éghajlat nedves szubtrópusi. A nyár forró, nem ritka a 40 °C fölötti hőmérséklet sem, a tél pedig enyhe. Télen ritkán van fagy, átlagosan évente csak 5-10 ilyen nappal kell számolni. Egész évben, különösen júliusban és augusztusban magas a páratartalom, amely a Mexikói-öböl közelségének köszönhető. A magas páratartalom nyáron csak fokozza az ember forróság érzetét, amely néha elviselhetetlenné is válik.
| Hónap                                                 | Jan. | Feb. | Már. | Ápr. | Máj. | Jún. | Júl. | Aug. | Szep. | Okt. | Nov. | Dec. | Év   |
| ----------------------------------------------------- | ---- | ---- | ---- | ---- | ---- | ---- | ---- | ---- | ----- | ---- | ---- | ---- | ---- |
| Átlagos max. hőmérséklet (°C)                         | 12,3 | 14,9 | 19,9 | 24,6 | 28,3 | 33,3 | 35,8 | 35,7 | 31,0  | 25,8 | 19,3 | 14,2 | 24,6 |
| Átlagos min. hőmérséklet (°C)                         | 0,4  | 2,7  | 7,6  | 12,6 | 17,0 | 21,1 | 23,4 | 23,1 | 19,4  | 13,2 | 7,4  | 2,4  | 12,6 |
| Átl. csapadékmennyiség (mm)                           | 47   | 55   | 70   | 89   | 124  | 76   | 59   | 56   | 86    | 89   | 58   | 47   | 856  |
| Havi napsütéses órák száma                            | 184  | 178  | 228  | 236  | 258  | 298  | 332  | 305  | 246   | 228  | 184  | 173  | 2850 |
| Forrás: World Meteorological Organization, NOAA (sun) |      |      |      |      |      |      |      |      |       |      |      |      |      |

A csapadék éves átlagos mennyisége 950mm, melynek eloszlása nagyjából egyenletes, a legcsapadékosabb időszak május és október. Dallasban tavasszal és nyáron gyakoriak a nagy szélviharok, amelyeket hangos mennydörgések kísérnek. A viharok alkalmakként tornádó erősségűre is felfejlődhetnek, amelyek jelentős károkat okoznak.

## Demográfia
| Lakosok száma | 1073 | 42 639 | 904 078 | 1 188 580 | 1 197 816 | 1 304 379 |
|               | 1850 | 1900   | 1980    | 2000      | 2010      | 2020      |

Dallas az Egyesült Államok kilencedik legnépesebb városa, Texasban pedig Houston és San Antonio városok után a harmadik. Nagyvárosi területe Texas lakosságának egynegyedét foglalja magába, és a legnagyobb az USA déli részén és Texasban, amelyet a Greater Houston nagyvárosi terület követ. A 2020-as amerikai népszámláláskor Dallas városának 1 304 379 lakosa volt, ami 106 563 fővel több a 2010-es amerikai népszámlálás óta. 2022. július 1-jén azonban az U.S. Census Bureau becslése szerint Dallas a 2020-as népszámlálás óta eltelt első években 4835 főt veszített, így a város lakossága 1 299 544 fő lesz.
A 2020-as becslések szerint 524 498 háztartás volt, a 2010-es 458 057 háztartáshoz képest, ebből 137 523 háztartásban éltek együtt 18 év alatti gyermekek.
A háztartások mintegy 36,2%-át együtt élő házaspárok vezették, 57,2%-ában egy egyedülálló háztartástulajdonos férfi vagy nő volt, házastárs nélkül, és 35,6%-a nem családi háztartásnak minősült, ahol a háztartástulajdonos egyedül élt. 2010-ben az összes háztartás 33,7%-ában egy vagy több 18 év alatti személy, és 17,6%-ában egy vagy több 65 éves vagy idősebb személy élt. Az átlagos háztartásméret 2020-ban 2,52 fő, a család átlagos mérete pedig 3,41 fő volt. 2018-ban a tulajdonosok által lakott lakások aránya 40,2%, a bérlők által lakott lakások aránya pedig 59,8% volt. 2018-ban a város lakosságának kormegoszlása szerint a 2010-es népszámláláskor 26,5% volt 18 év alatti, 8,8% pedig 65 éves vagy idősebb. A medián életkor 31,8 év volt. 2010-ben a lakosság 50,0%-a férfi és 50,0%-a nő volt. 2020-ban a medián életkor 32,9 év volt, 100 nőre 98,4 férfi jutott.
A 2020-as American Community Survey szerint a városban egy háztartás mediánjövedelme 54 747 dollár volt; a családok mediánjövedelme 60 895 dollár, a házaspároké 81 761 dollár, a nem családoké pedig 45 658 dollár. A 2003-2007-es felmérésben a teljes munkaidőben dolgozó férfiak mediánjövedelme 32 265 dollár volt, szemben a teljes munkaidőben dolgozó nők 32 402 dollárjával. Az egy főre jutó jövedelem a városban 25 904 dollár volt. A családok mintegy 18,7%-a és a lakosság 21,7%-a volt a szegénységi küszöb alatt, beleértve a 18 év alattiak 33,6%-át és a 65 év felettiek 13,4%-át. A 2007-es felmérés szerint a házak medián ára 129 600 dollár volt; 2020-ra a házak medián árát 252 300 dollárra értékelték, a saját tulajdonú lakások 54,4%-a 50 000 és 299 999 dollár között volt.
A 2022-es Point-In-Time hajléktalanszámlálás szerint Dallasban 4410 hajléktalan ember élt. A Metro Dallas Homeless Alliance Continuum of Care 2022 Homeless Count & Survey Independent Analysis szerint „a hajléktalanságot megtapasztalók közül körülbelül minden harmadik (31%) az utcán vagy más, emberi tartózkodásra nem alkalmas helyen tartózkodott.”.
A Dallas környéke a szúnyogok élőhelye, ami az emberek számára problémát jelent. Dallast és környékét rendszeresen permetezik a szúnyogok által terjesztett betegségek, például a nyugat-nílusi vírus ellen.

### Szexuális irányultság és nemi identitás

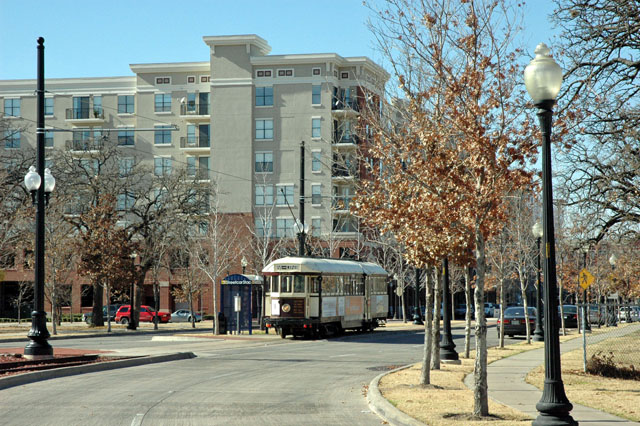
Oak Lawn, Dallas „melegnegyed” becenevű városrésze

Az ország egyik legnagyobb leszbikus, meleg, biszexuális és transznemű (LMBT) népességéről ismert Dallas és a Metroplex széles körben ismert arról, hogy élénk és sokszínű LMBT-közösségnek ad otthont. Az év folyamán számos jól bevált, de más városokhoz képest meglehetősen kis létszámú LMBT-rendezvényt tartanak a környéken, amelyek közül a legjelentősebb az évente megrendezett Alan Ross Texas Freedom (Pride) Parade és Fesztivál júniusban, amely körülbelül 50 000 embert vonz. Az Oak Lawn és a Bishop Arts negyedek évtizedek óta a dallasi LMBT-kultúra epicentrumaként ismertek.

### Vallás
A kereszténység a legelterjedtebb vallás Dallasban és a tágabb nagyvárosi térségben a Pew Research Center 2014-es tanulmánya szerint, a felmérés szerint az emberek 78%-a vallotta magát kereszténynek, a Public Religion Research Institute 2020-as tanulmánya szerint ez az arány 77%. A dallasi közösségben nagy a protestáns keresztény befolyás, bár Dallas városában és Dallas megyében több a katolikus, mint a protestáns lakos, míg Dallas külvárosi területein és Fort Worth városában általában fordítva van.
Dallast a börtönlelkészi közösség a „világ börtönlelkészi fővárosának” nevezi. Itt működik a Börtönlelkészi Szolgálatok Nemzetközi Hálózata, a Börtönevangelisták Koalíciója, a Bill Glass Bajnokok az Életért, a Chaplain Ray's International Prison Ministry és 60 más börtönlelkészi szolgálat.
A metodista, baptista és presbiteriánus templomok számos városrészben kiemelkedőek, és a város két nagy magánegyetemének (a Southern Methodist University és a Dallas Baptist University) horgonyai. Dallas két evangélikus szemináriumnak is otthont ad: a Dallasi Teológiai Szemináriumnak és a Criswell College-nak. Számos bibliaiskola, köztük a Christ For The Nations Institute is a városban székel. A keresztény kreacionista apologetikai csoport, az Institute for Creation Research székhelye Dallasban van. A Pew Research Center szerint 2014-ben az evangélikus protestantizmus a protestantizmus legnagyobb formáját jelentette a térségben. 2014-ben a legnagyobb egyes evangélikus protestáns csoport a baptisták voltak. A legnagyobb baptista felekezet a Southern Baptist Convention volt, amelyet a történelmileg fekete bőrű National Baptist Convention USA követett. Afrikai kezdeményezésű protestáns gyülekezetek, köztük etióp evangélikus gyülekezetek is találhatók a metropolisz területén.
A katolikus egyház szintén jelentős vallási szervezet Dallas környékén, és működteti a University of Dallas-t, egy szabad művészeti egyetemet Dallas külvárosában, Irvingben. A művészeti negyedben található Cathedral Santuario de la Virgen de Guadalupe katedrális ad otthont az Egyesült Államok és a tengerentúl második legnagyobb katolikus egyháztagságának, amely a dallasi egyházmegye több mint 70 plébániájából áll. A Jézus Társasága működteti a dallasi jezsuita főiskolai előkészítő iskolát. Dallasban számos keleti ortodox és keleti ortodox templom is található, köztük a Szent Szerafim székesegyház, az Amerikai Ortodox Egyház Déli Egyházmegyéjének székesegyháza Az Amerikai Görög Ortodox Főegyházmegyének (Ökumenikus Patriarchátus) egy parókiája van Dallas városában.
A városban jelentős Utolsó Napi Szentek közösség él. Az Utolsó Napi Szentek Jézus Krisztus Egyháza huszonhárom karóval rendelkezik Dallasban és a környező külvárosokban. 1984-ben a szervezet felépítette a Dallas Texas Temple-t, az első texasi templomot a városban. A Jehova Tanúi is nagyszámú taggal rendelkeznek Dallasban. Emellett több unitárius univerzalista gyülekezet is működik, köztük az 1899-ben alapított First Unitarian Church of Dallas. A városban nagy közösséget alkot a United Church of Christ. A legjelentősebb UCC-hez tartozó gyülekezet a Cathedral of Hope, amely túlnyomórészt LMBT-affirmáló gyülekezet.
Dallas 50 000-75 000 fős zsidó lakossága a legnagyobb Texas városai közül. A város első zsidó temetőjének 1854-es létrehozása és az első gyülekezet (amely végül Temple Emanu-El néven vált ismertté) 1873-as alapítása óta a dallasi zsidók jól képviseltetik magukat a dallasi és más városok vezetői között a kereskedelemben, a politikában és a különböző szakmai területeken. Ezen kívül Dallas északi és északkeleti részein, valamint Dallas északi külvárosaiban nagyszámú muszlim közösség létezik. A legrégebbi dallasi mecset a Masjid Al-Islam a belvárostól délre.
Dallasnak nagy buddhista közössége van. A Kelet-Ázsiából, Délkelet-Ázsiából, Nepálból és Srí Lankáról érkező bevándorlók mind hozzájárultak a buddhista lakossághoz, amely az északi külvárosokban, Garlandban, Planóban és Richardsonban koncentrálódik. Számos buddhista templom található a Metroplexben, köztük a The Buddhist Center of Dallas, a Lien Hoa Vietnamese Temple of Irving, valamint a Kadampa Meditation Center Texas és a Wat Buddhamahamunee of Arlington. A Dallas-Fort Worth metroplexben nagy és növekvő hindu közösség él. A legtöbben Collin megyében és Dallas megye északi részein élnek. Több mint 28 hindu templom létezik a térségben. Néhány nevezetes közülük a DFW Hindu Temple, az Észak-Texasi Hindu Mandir, a Radha Krishna Temple, Dallas és a Karya Siddhi Hanuman Templom. Legalább három szikh Gurudwaras is található a metropolisz területén. A nem vallásos emberek számára a Metroplexben tartják a Téli Napforduló Ünnepét, bár a résztvevők egy része újpogány és New Agers is.

### Bűnözés
Az FBI szerint a bűnözési arányok városonkénti összehasonlítása félrevezető lehet, mivel a nyilvántartási gyakorlat városonként eltérő, a polgárok városonként eltérő százalékos arányban számolnak be a bűncselekményekről, és a városban fizikailag jelenlévők tényleges száma nem ismert. Mindezek figyelembevételével Dallas Texasban a 10 legnagyobb bűnözési arány között van, és a bűnözési arány magasabb, mint az országos átlag.
2020 óta Dallas gyilkossági rátája figyelemre méltó növekedést mutat. Dallasban 2020-ban 251 gyilkosságot regisztráltak, ami 20 éves csúcsot jelentett. 2022-re 214-re csökkent, de aztán 2023-ban 246-ra emelkedett. 2020-tól kezdve a bandák jelenléte Dallasban jelentősen megnőtt, és nagymértékben felelős a bűnözés megugrásának mértékéért. 2020-ban a bűnözés visszaszorítását a dallasi vezetők kiemelt prioritássá tették.

## Gazdaság
| Legjelentősebb nyilvánosan jegyzett vállalatok Dallasban 2017-ben a bevételek szerint Dallas és az Egyesült Államok rangsorával |                        |     |
| Dallas | Vállalat               | USA |
| 1 | AT&T                   | 9   |
| 2 | Energy Transfer Equity | 79  |
| 3 | Tenet Healthcare       | 134 |
| 4 | Southwest Airlines     | 138 |
| 5 | Texas Instruments      | 206 |
| 6 | Jacobs Engineering     | 259 |
| 7 | HF Sinclair            | 274 |
| 8 | Dean Foods             | 351 |
| 9 | Builders FirstSource   | 421 |
| Forrás: Dallas Morning News |                        |     |

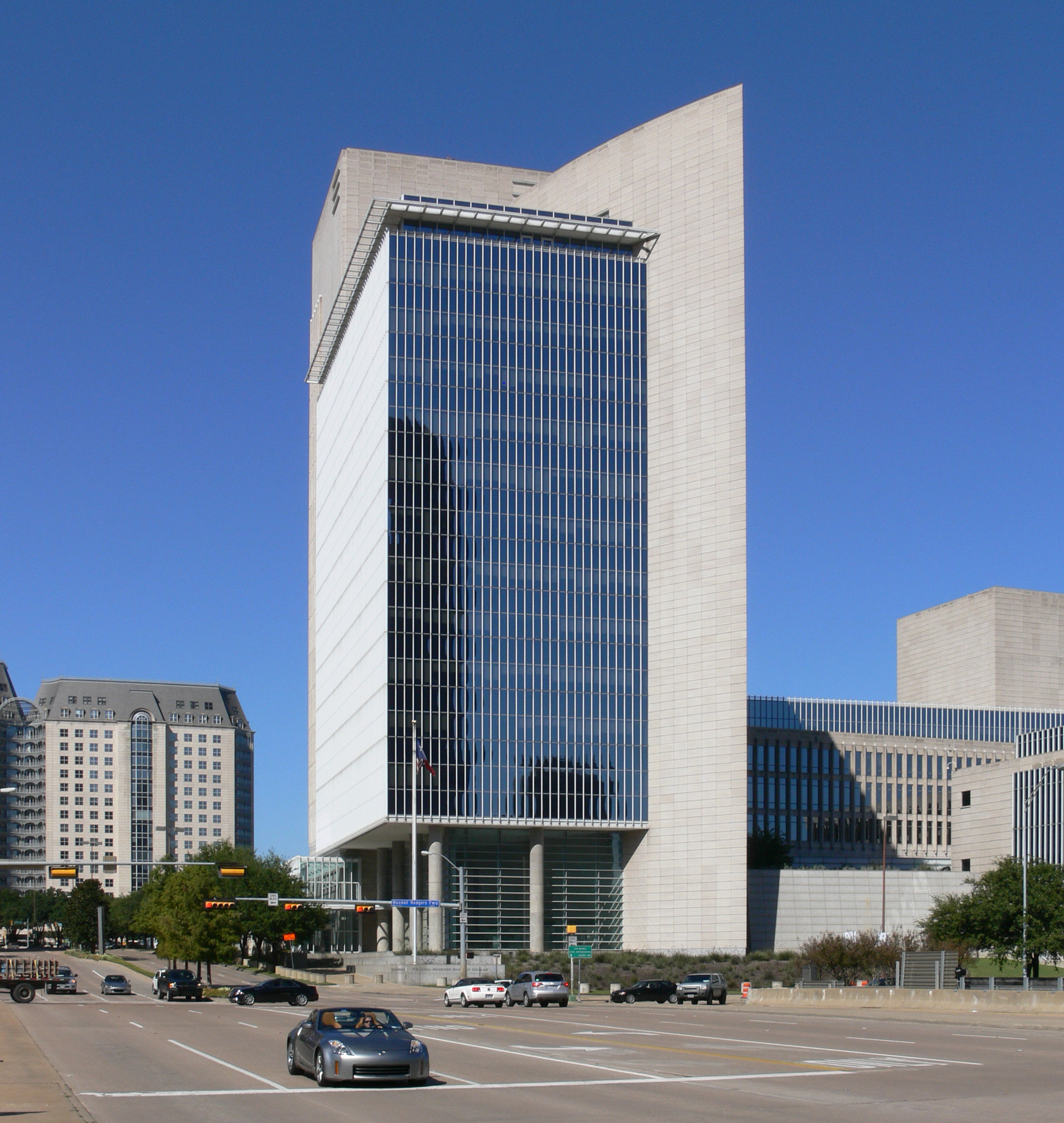
Federal Reserve Bank of Dallas

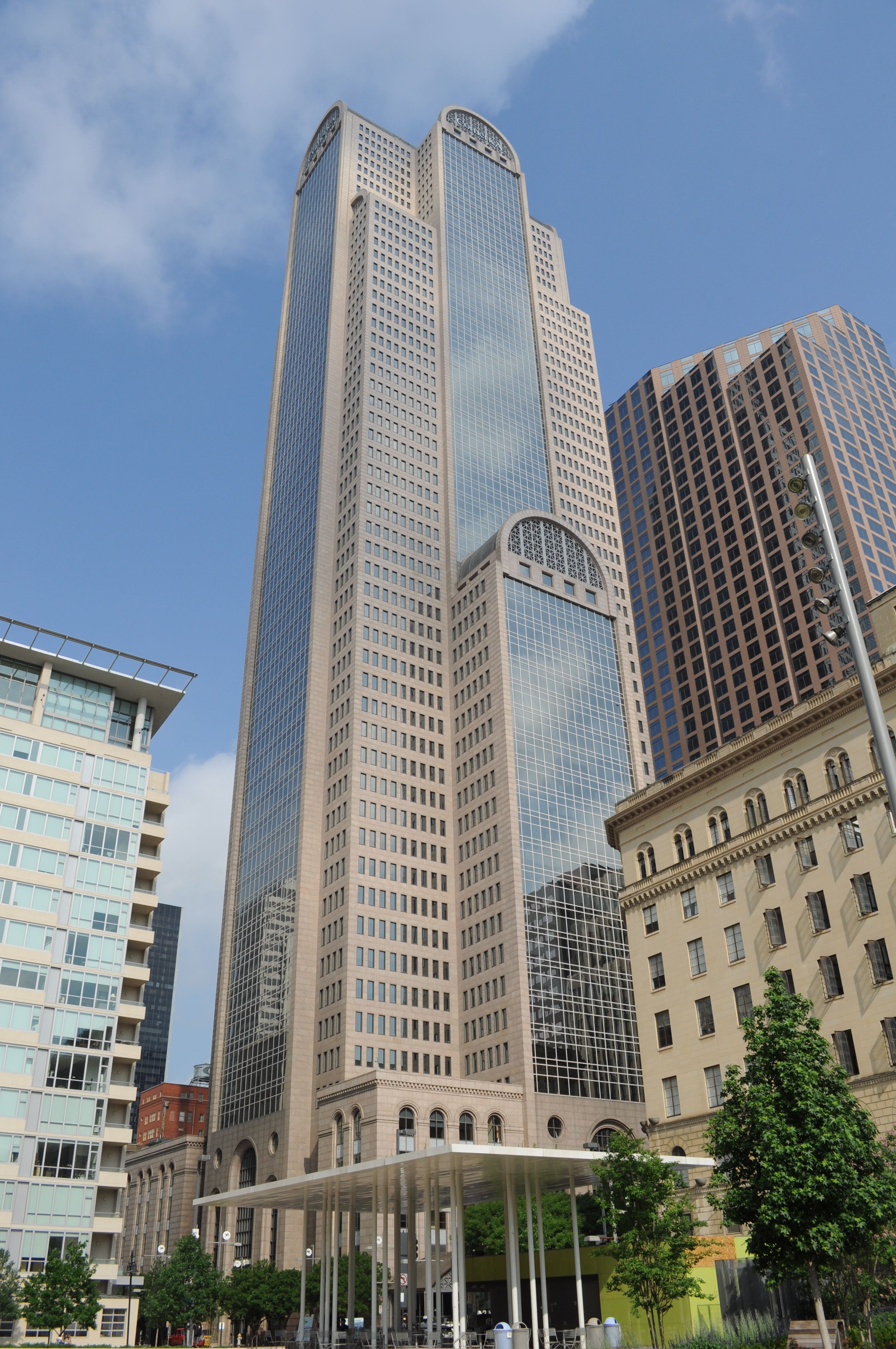
Comerica Bank Tower

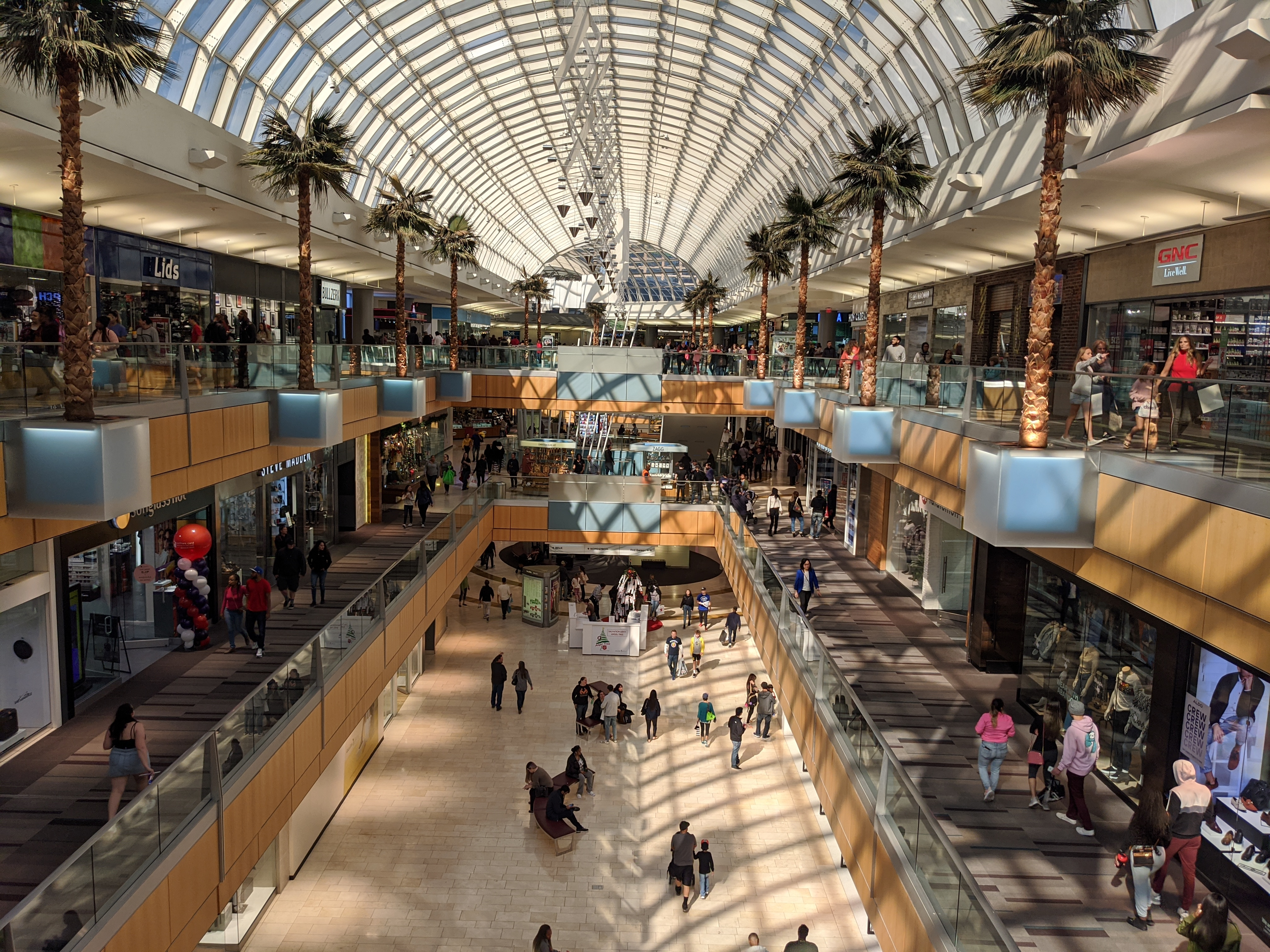
Galleria Dallas

Kezdetben Dallas a mezőgazdaságra, a szomszédos Fort Worth Stockyards-ra, valamint az indiánok kereskedelmi útvonalain fekvő kiváló fekvésére támaszkodott, hogy fenn tudja tartani magát. Dallas növekedésének kulcsa 1873-ban jött el, amikor több vasútvonal is átvezetett a városon. Dallas növekedésével és a technológia fejlődésével a gyapottól vált a város virágzóvá, és 1900-ra Dallas lett a világ legnagyobb belföldi gyapotpiaca, és vezető szerepet töltött be a gyapottisztító gépek gyártásában.
Az 1900-as évek elejére Dallas az egész Amerikai Egyesült Államok déli részén a gazdasági tevékenység központjává vált, és 1914-ben a tizenegyedik szövetségi tartalékkerület székhelyévé választották. 1925-re Texas az ország gyapottermésének több mint 1⁄3-át termelte, és a texasi gyapot 31%-át Dallas 100 mérföldes (160 km) körzetében termelték. Az 1930-as években kőolajat fedeztek fel Dallastól keletre, Kilgore közelében. A felfedezés közelsége miatt Dallas azonnal az ország kőolajpiacának központjába került. A következő években a Permian-medencében, a Panhandle-ben, az Öböl-parton és Oklahomában történt kőolaj felfedezések tovább szilárdították Dallas pozícióját a piac központjaként.
A második világháború vége után Dallasban olyan cégek, mint a Collins Radio Corporation, a kommunikációs, mérnöki és termelési tehetségek nexusát vetették meg. Évtizedekkel később a távközlési és információs forradalom még mindig a helyi gazdaság nagy részét mozgatja. A várost néha a „Szilícium Préri” szíveként emlegetik, mivel a régióban nagy a távközlési vállalatok koncentrációja, amelyek epicentruma a távközlési folyosó mentén, Richardsonban, Dallas északi külvárosában található. A távközlési folyosó több mint 5700 vállalatnak ad otthont, köztük a Texas Instruments (székhelye Dallasban van), a Nortel Networks, az Alcatel Lucent, az AT&T, az Ericsson, a Fujitsu, a Nokia, a Rockwell Collins, a Cisco Systems, a T-Mobile, a Verizon Communications és a CompUSA (amelynek székhelye ma a floridai Miamiban van). A Texas Instruments, egy jelentős gyártó, 10 400 embert foglalkoztat dallasi vállalati központjában és chipgyáraiban.
Az 1980-as években Dallas az ingatlanpiac egyik fellegvára volt, mivel a növekvő nagyvárosi népesség magával hozta az új lakások és irodahelyiségek iránti keresletet. Dallas belvárosának számos legnagyobb épülete ennek a fellendülésnek a gyümölcse, de a túlspekuláció, a takarék- és hitelválság és az olajárrobbanás véget vetett az 1980-as évek építési boomjának Dallas, valamint testvérvárosa, Houston számára is. Az 1980-as évek vége és a 2000-es évek eleje között Dallas belvárosa lassú növekedési időszakon ment keresztül. A 2000-es évek eleje óta azonban Dallas központi magja folyamatos és jelentős növekedést mutat, amely magában foglalja mind a régebbi kereskedelmi épületek lakó- és szállodai célokra történő áthasznosítását, mind pedig új iroda- és lakótornyok építését. A Klyde Warren Park megnyitása, amely a Woodall Rodgers Freeway-en keresztül épült, és zökkenőmentesen összeköti a központi dallasi városközpontot az Uptown/Victory Parkkal, szinergikusan hatott a rendkívül sikeres dallasi művészeti negyeddel, így mindkettő katalizátorává vált a Dallas központi részének jelentős új fejlesztéseinek.
A lakóingatlanpiac a Dallas-Fort Worth metroplexben nem csak ellenálló, hanem ismét visszatért a fellendülés állapotába. Dallas és a nagyobb metropoliszterület országos szinten élen jár a lakásépítések és a nettó bérbeadás terén, a bérleti díjak pedig minden idők legmagasabb szintjét érték el. Az egycsaládi házak eladásai, akár használt, akár új építésűek, a lakásárak emelkedésével együtt 2015 óta vezető helyen vannak az országon belül.
A 2014 közepén kezdődő és 2015 folyamán felgyorsuló hirtelen olajáresés nem érintette jelentősen Dallast és annak nagyobb metropoliszkörzetét a gazdaság rendkívül diverzifikált jellegének köszönhetően. Dallasban és a nagyvárosi régióban továbbra is erős a kereslet a lakások, a lakás- és irodabérlés, a bevásárlóközpontok, a raktárak és az ipari területek iránt, miközben a munkahelyek száma összességében továbbra is nagyon erőteljesen növekszik. Az olajtól függő városok és régiók jelentős mértékben érezték a visszaesés hatásait, de Dallas növekedése töretlenül folytatódott, és 2015-ben tovább erősödött. A dallasi gazdaság fellendülését jelentős nemzeti központok áthelyezései a térségbe (amit jól példáz a Toyota döntése, hogy elhagyja Kaliforniát, és új észak-amerikai központját Dallas térségében hozza létre), valamint a különböző vállalatok regionális irodáinak jelentős bővítései és a Dallas belvárosába történő vállalati áttelepülésekkel együtt segítették elő a dallasi gazdaság fellendülését.
A Dallas-Fort Worth térségben található az Egyesült Államokban az egyik legnagyobb koncentrációban a tőzsdén jegyzett vállalatok központja. A Fortune magazin 2022-es, az amerikai Fortune 500-as listája szerint Dallas városában 11 Fortune 500-as vállalat található, a DFW régió egészében pedig 23. 2022-ben Dallas-Fort Worth jelenti a Fortune 500-as cégközpontok második legnagyobb koncentrációját Texasban és a negyedik legnagyobbat az Egyesült Államokban, Houston (24), Chicago (35) és New York (62) metropoliszok mögött.
2008-ban az AT&T áthelyezte székhelyét Dallas belvárosába; az AT&T a világ legnagyobb távközlési vállalata, és 2017-ben a kilencedik legnagyobb vállalat volt az országban a bevétel alapján. A Dallasban székhellyel rendelkező további Fortune 500-as vállalatok közé tartozik a sorrendben az Energy Transfer Equity, a CBRE (amely 2020-ban Los Angelesből Dallasba tette át székhelyét), a Tenet Healthcare, a Southwest Airlines, a Texas Instruments, a Jacobs Engineering, a HollyFrontier, a Dean Foods és a Builders FirstSource. 2016 októberében a Jacobs Engineering, a világ egyik legnagyobb mérnöki vállalata a kaliforniai Pasadenából Dallas belvárosába költözött.
A közeli Irwing hat saját Fortune 500 vállalatnak ad otthont, köztük a McKesson, az ország legnagyobb gyógyszerforgalmazója, amely a 2021-es Fortune 500-as listán összességében a hetedik helyen szerepel, a Fluor (mérnöki tevékenység), a Kimberly-Clark, a Celanese, a Michaels Companies és a Vistra Energy. Plano további négy Fortune 500-as vállalatnak ad otthont, köztük a J.C. Penney, az Alliance Data Systems, a Yum China és a Dr. Pepper Snapple. Fort Worth két Fortune 500 vállalatnak ad otthont, köztük az American Airlinesnak, a világ legnagyobb légitársaságának a bevétel, a flotta mérete, a nyereség, a szállított utasok és a bevételi utasmérföld alapján, valamint a D.R. Hortonnak, Amerika legnagyobb házépítő vállalatának. A Fort Worth-től északra fekvő Westlake, két Fortune 500 vállalatnak ad otthont: A pénzügyi szolgáltatások óriása, a Charles Schwab, és a kisboltok forgalmazója, a Core-Mark. Egy Fortune 500-as vállalat, a GameStop székhelye Grapevine-ben található.

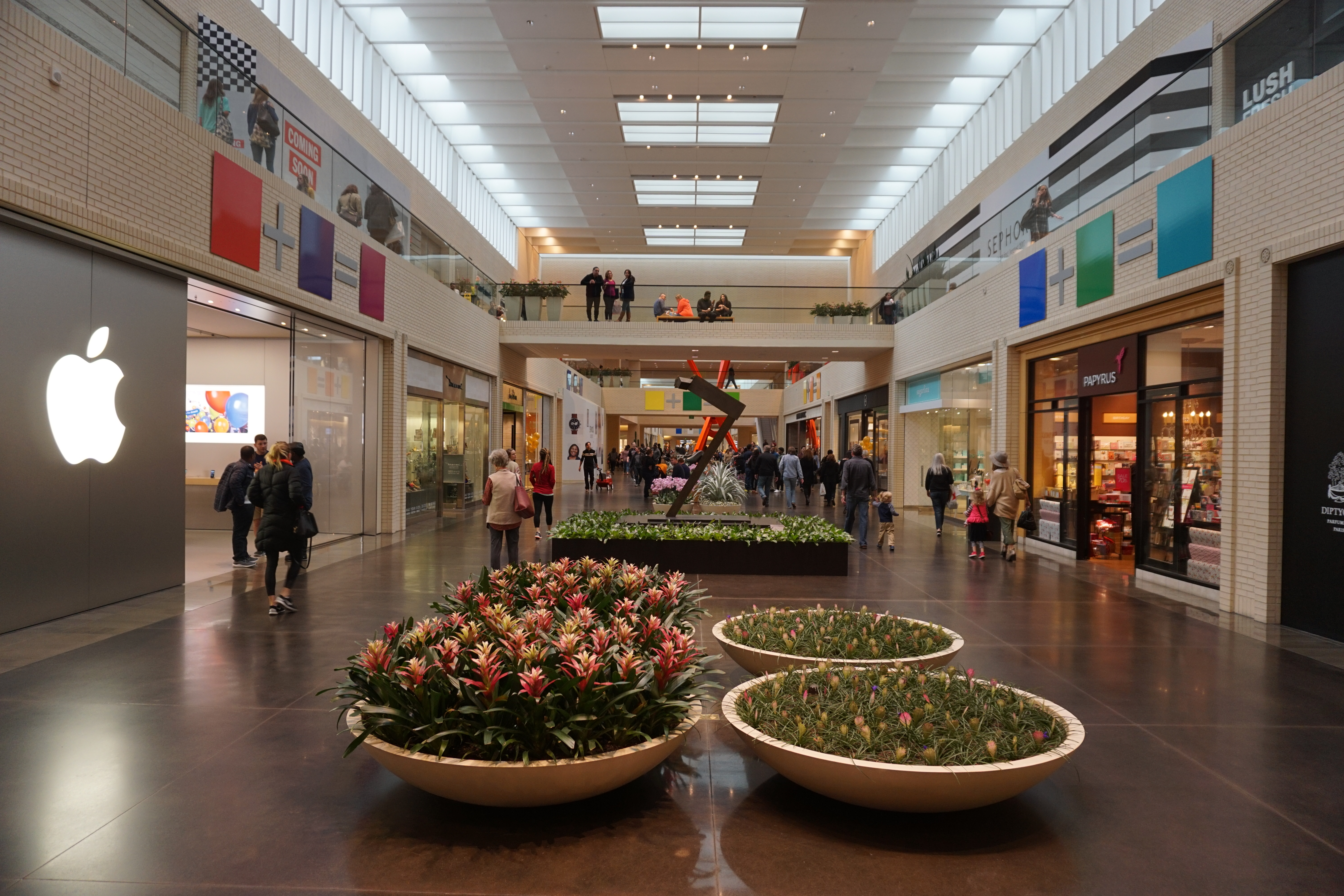
NorthPark Center

A Dallasban és annak metropoliszában székhellyel rendelkező további nagyvállalatok közé tartozik a Comerica, amely 2007-ben Detroitból Dallas belvárosába helyezte át nemzeti központját,, az NTT DATA Services, a Regency Energy Partners, az Atmos Energy, a Neiman Marcus, az AECOM, a Think Finance, a 7-Eleven, a Brinker International, a Primoris Services, az AMS Pictures, az id Software, a Mary Kay Cosmetics, a Chuck E. Cheese's, a Zale Corporation és a Fossil, Inc. E vállalatok közül sokan - és mások a DFW metroplexben - alkotják a Dallas Regionális Kamarát. A Susan G. Komen for the Cure, a világ legnagyobb mellrákellenes szervezetét Dallasban alapították és itt van a központja..
A nagyszámú vállalkozás mellett Dallasban több bevásárlóközpont van egy főre vetítve, mint bármely más városban az Egyesült Államokban, és itt található az Egyesült Államokban valaha épült második bevásárlóközpont, a Highland Park Village, amely 1931-ben nyílt meg. Dallas ad otthont Észak-Texas két másik nagy bevásárlóközpontjának, a Dallas Galleriának és a NorthPark Centernek, amely Texas második legnagyobb bevásárlóközpontja. Mindkét pláza csúcskategóriás üzletekkel rendelkezik, és a régió jelentős turisztikai vonzereje.
A Forbes magazin 2011. szeptember 21-én közzétett „Amerika leggazdagabb emberei” című éves listája szerint a városban 17 milliárdos él, szemben a 2009-es 14 milliárdossal. A város 2009-ben (14 milliárdossal) világszerte a hatodik helyen állt a legtöbb milliárdossal rendelkező városok között.
Dallas a harmadik legnépszerűbb üzleti utazási célpont az Egyesült Államokban, a Kay Bailey Hutchison Convention Center pedig az ország egyik legnagyobb és legforgalmasabb kongresszusi központja, több mint 93 000 m²-rel, és a világ egyetlen legnagyobb oszlop nélküli kiállítóterme. A Visitdallas az 501(c)(6) szervezet, amely a turizmus népszerűsítésére és a kongresszusok vonzására szerződött, de egy 2019 januárjában közzétett ellenőrzés kétségbe vonta a hatékonyságát e célok elérésében.

## Művészet és kultúra

### Könyvtárak
A várost a dallasi közkönyvtári rendszer szolgálja ki. A rendszert a Dallas Federation of Women's Clubs hozta létre a May Dickson Exall akkori elnök vezetésével. Az ő adománygyűjtő erőfeszítései vezettek Andrew Carnegie filantróp és acélbáró támogatásához, ami lehetővé tette, hogy a könyvtári rendszer 1901-ben megépítse első fiókját.
Ma a könyvtár 30 fiókot üzemeltet városszerte, köztük a 8 emeletes J. Erik Jonsson Központi Könyvtárat a belvárosi kormányzati negyedben.

### Látnivalók
- Adolphus Hotel
- African American Museum
- American Airlines Center
- Arts District
- AT&T Performing Arts Center
- Bishop Arts District
- Cedars
- Cotton Bowl
- Dallas Arboretum and Botanical Garden
- Dallas Baptist University
- Dallas Chamber Symphony
- Dallas Hilton, a világ első modern Hilton szállodája
- Dallas Holocaust Museum/Center for Education & Tolerance
- Dallas Municipal Building
- Dallas Museum of Art
- Dallas World Aquarium
- Dallas Zoo
- Dealey Plaza
- Dee and Charles Wyly Theatre
- Design District
- Exposition Park, Dallas
- Fair Park
- Farmers Market
- Federal Reserve Bank of Dallas
- Frontiers of Flight Museum
- Galleria Dallas
- George W. Bush Presidential Center
- Highland Park Village
- John Fitzgerald Kennedy Memorial
- Kalita Humphreys Theater, tervezte Frank Lloyd Wright
- Katy Trail
- Kirby Building
- Klyde Warren Park
- Majestic Theatre
- Margaret Hunt Hill Bridge
- Meadows Museum
- Morton H. Meyerson Symphony Center
- Munger Place Historic District
- Museum of Biblical Art
- The Nasher Sculpture Center
- Neiman Marcus Building
- NorthPark Center
- Pioneer Plaza
- Perot Museum of Nature and Science
- Reunion Tower
- Ronald Kirk Bridge
- Sixth Floor Museum at Dealey Plaza
- South Boulevard-Park Row Historic District
- Southern Methodist University
- Southfork Ranch, az 1978-as Dallas és a 2012-es Dallas televíziós sorozatok helyszíne
- Swiss Avenue történelmi kerület
- Texas School Book Depository
- Texas Theatre
- Thanks-Giving Square
- Trammell & Margaret Crow Collection of Asian Art
- Trinity River Audubon Center
- Two Bit Circus
- Victory Park
- White Rock Lake

## Parkok és rekreáció

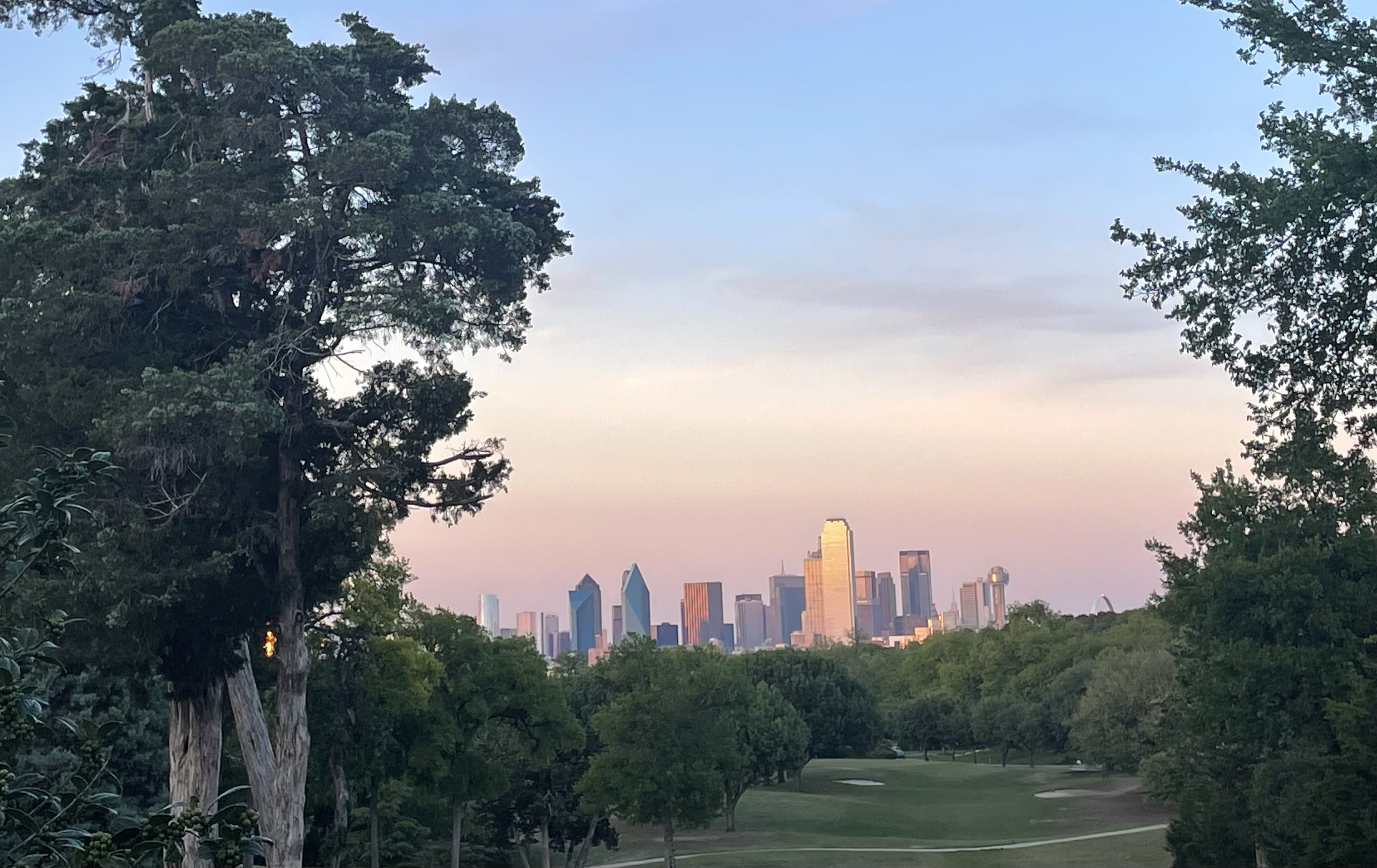
Stevens Park golfpálya, a Kessler Park szomszédságában, a végén Dallas belvárosára nyíló kilátással

Dallas 406 parkot tart fenn és működtet 85 km²² parkterületen. A város parkjai között 17 különálló tó található, köztük a White Rock és a Bachman-tó, amelyek összesen 17,81 km² terülnek el. Ezen kívül Dallason 61,6 mérföld (99,1 km) hosszúságú kerékpáros- és futóútvonal halad keresztül, köztük a Katy Trail. 2013-ban 47 közösségi és szomszédsági szabadidőközpont, 276 sportpálya, 60 úszómedence, 232 játszótér, 173 kosárlabdapálya, 112 röplabdapálya, 126 játéktábla, 258 szomszédsági teniszpálya, 258 piknikezőhely, hat 18 lyukú golfpálya, két driving range és 477 atlétikai pálya volt a városban.

## Oktatás
Dallasban 337 állami iskola, 89 magániskola, 38 főiskola és 32 könyvtár található. Dallas-Fort Worth hat Nobel-díjasnak is otthont ad.

## Közlekedés
Az Amerikai Egyesült Államok számos más nagyvárosához hasonlóan itt is az autó az elsődleges helyi közlekedési mód, bár erőfeszítéseket tettek az alternatív közlekedési módok elérhetőségének növelésére, beleértve a light rail-vonalak, kerékpár- és gyalogutak, széles járdák, trolibuszrendszer építésével és buszjáratok indításával. A Walk Score 2011-ben Dallast az Egyesült Államok ötven legnagyobb városa közül a huszonharmadik legjobban gyalogolható városának minősítette.
2009-ben Dallas (város) ingázóinak 78,5%-a egyedül járt munkába. A Dallas (város) ingázóinak 2009-es közlekedési módjainak aránya: 10,7% telekocsi-használat, 3,9% a tömegközlekedési eszközök, 1,9% a gyaloglás és 0,1% a kerékpározás.  2015-ben az American Community Survey becslése szerint a Dallas (város) ingázóinak közlekedési módjainak aránya: 75,4% egyedül autózott, 12,8% telekocsit használt, 3,5% utazott tömegközlekedési eszközökkel, 1,9% gyalogolt és 0,2% kerékpározott.
Dallas városában az átlagosnál magasabb az autó nélküli háztartások aránya. 2015-ben a dallasi háztartások 10,2 százalékának nem volt autója, ami 2016-ban 9,1 százalékra csökkent. Az országos átlag 2016-ban 8,7 százalék volt. Dallasban 2016-ban átlagosan 1,59 autó jutott egy háztartásra, míg az országos átlag 1,8 volt.

### Közúti

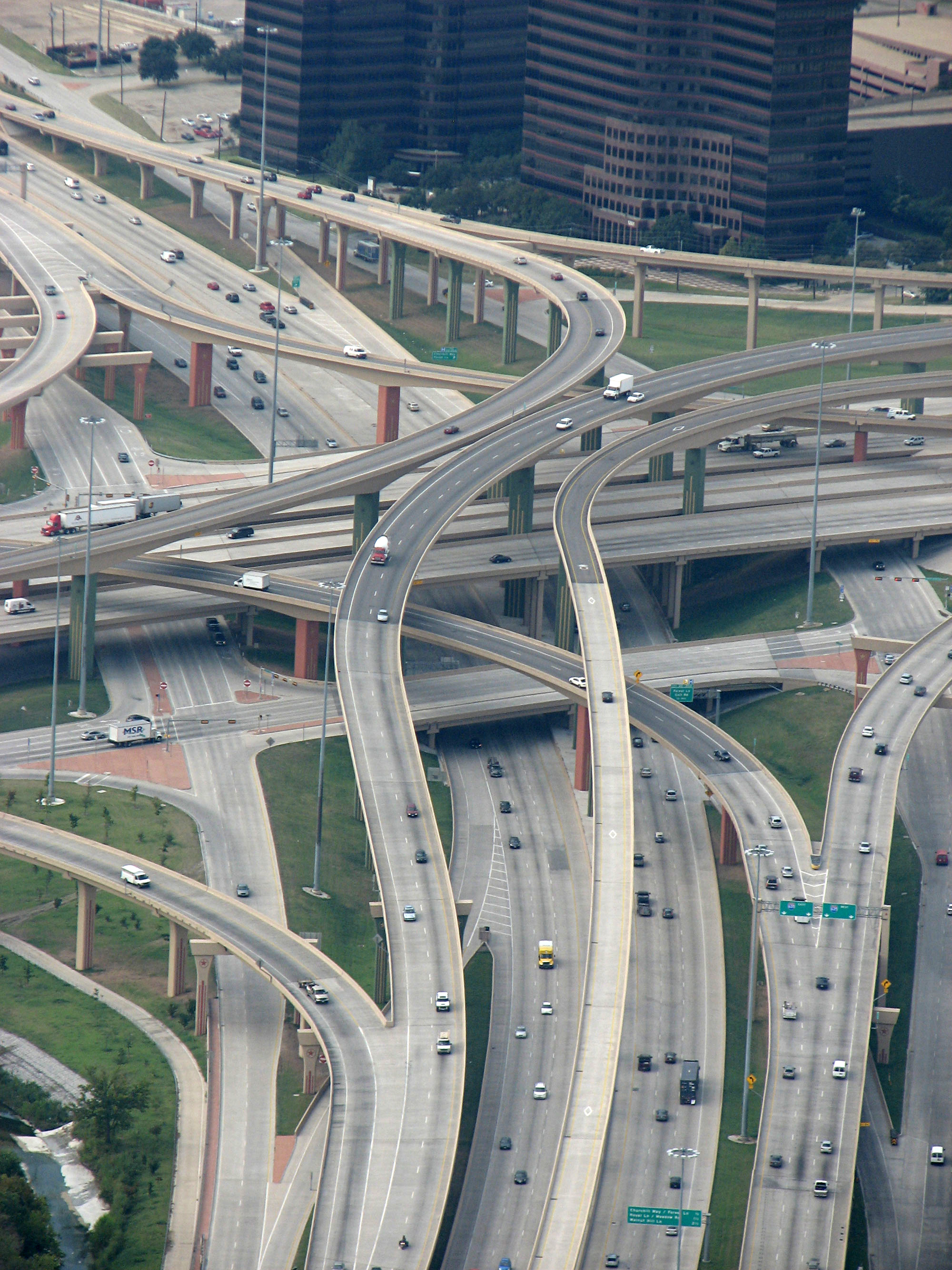
A High Five Interchange

Dallas négy fő autópálya - a 20-as, 30-as, 35E és 45-ös autópálya - találkozásánál fekszik. A Dallas környéki autópálya-rendszer a népszerű hub-and-spoke rendszerben épült fel, amelynek formája nagyjából egy szekérkerékhez hasonlít. A város központjából kiindulva egy kis autópálya-gyűrű veszi körül a belvárost, ezt követi az I-635-ös gyűrű körülbelül 16 km-re (10 mérföldre) a belvárostól, végül pedig a fizetős George Bush elnöki autópálya.
Ezeken az autópálya-gyűrűkön belül további körút- és parkway-szerű gyűrűket találunk, köztük a Loop 12-t és a Belt Line Roadot. Collin megyében tervben van egy másik, a várost a belvárostól 72 km-re (45 mérföldre) körülvevő körgyűrű.
Dallas belvárosának autópálya-gyűrűjéből indulnak ki a terület autópálya-rendszerének küllői - az Interstate 30, 35E és 45, az US 75, US 77, US 175, SH Spur 366, a Dallas North Tollway, az SH 114, US 80 és US 67. Az autópálya-gyűrű Dallas belvárosában található. A várost körülvevő egyéb főbb autópályák közé tartozik az SH 183 és a Spur 408.
A Lyndon B. Johnson Freeway (I-635) és a Central Expressway (US 75) kereszteződésénél elkészült csomópont öt szintből áll, és találóan High Five Interchange-nek nevezik. Ez egyike a kevés ötszintes csomópontnak Dallasban, és az Egyesült Államok egyik legnagyobb autópálya-csomópontja.
Az alábbiakban a Dallas-Fort Worth térségében található autópályák és fizetős autópályák listája következik: 
- I-20
- I-30
- I-35E
- I-35W
- I-45
- I-635
- I-820
- US 67
- US 75
- US 77
- US 80
- US 175
- US 287
- SH 114
- SH 121
- SH 161
- SH 183
- SH 190
- SH 360
- Loop 12
- Spur 366
- Spur 408
- Spur 482
- Dallas North Tollway
- President George Bush Turnpike
- Sam Rayburn Tollway
- Chisholm Trail Parkway

### Tömegközlekedés

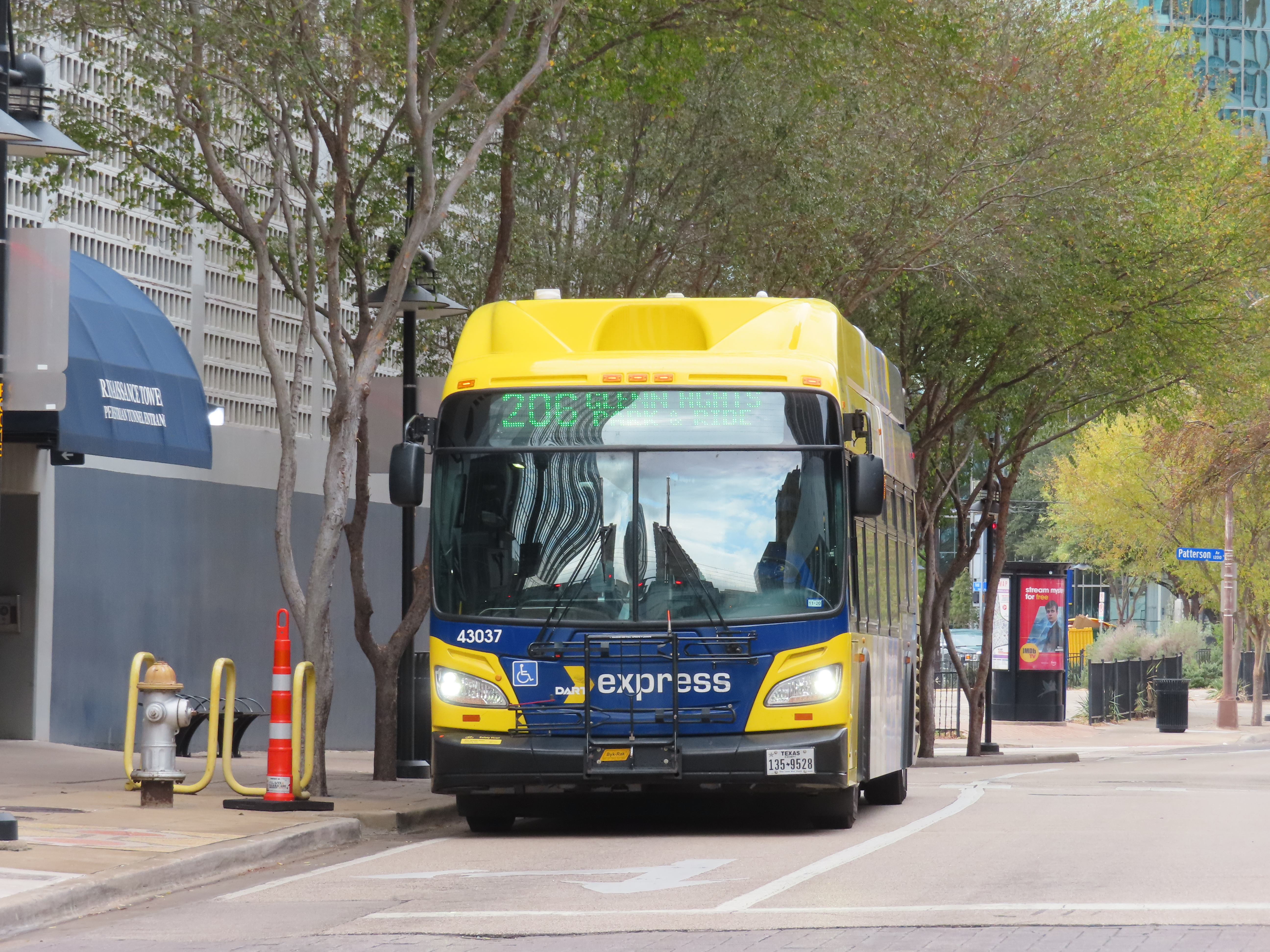
Dallas Area Rapid Transit

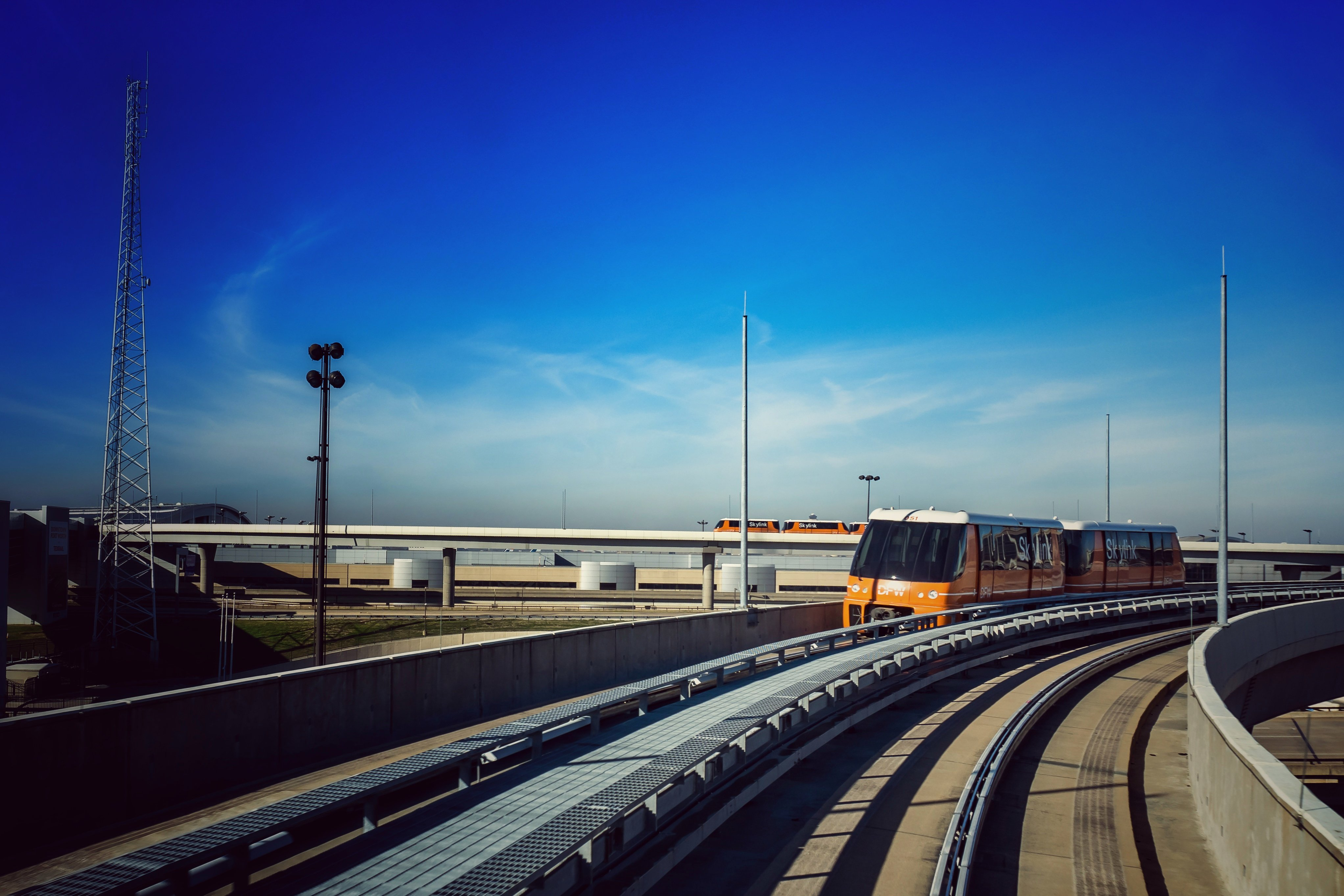
DFW Skylink

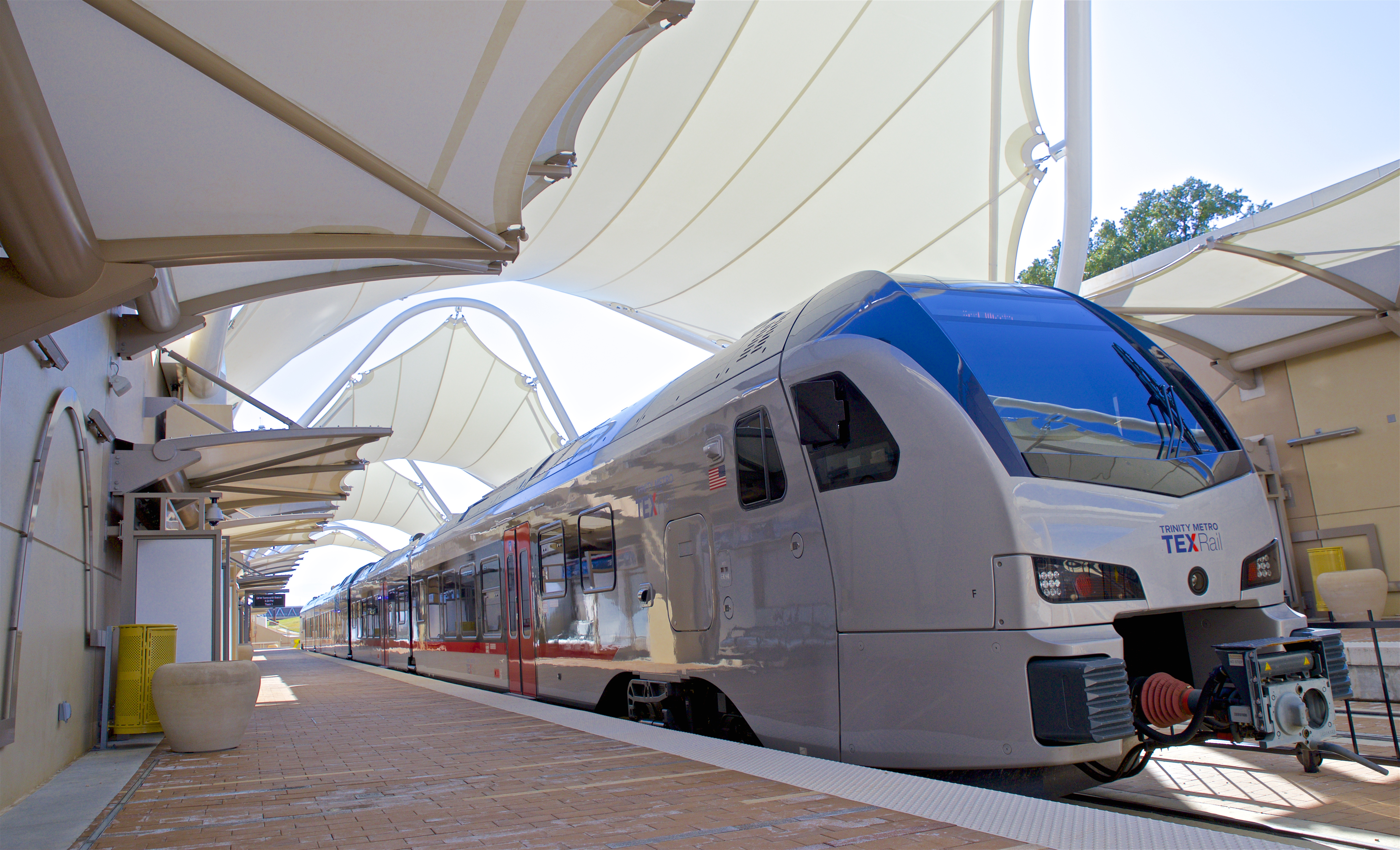
TEXRail

A Dallas Area Rapid Transit (DART) a Dallas környéki tömegközlekedési hatóság, amely vasútvonalakat, buszokat és telekocsi-sávokat biztosít az ingázóknak. A DART 1996-ban kezdte el üzemeltetni az első texasi light rail rendszert, és ma már a legnagyobb light rail üzemeltető az Egyesült Államokban. Ma a rendszer a hetedik legforgalmasabb light rail rendszer az országban, körülbelül 55 állomással a 72 mérföld (116 km) hosszú light rail hálózaton, és 10 állomással a 35 mérföld (56 km) hosszú elővárosi vasúton. Négy light rail és egy elővárosi vasútvonalat foglal magába: a Red Line, a Blue Line, a Green Line, az Orange Line és a Trinity Railway Express nevű vonalakat.
A Red Line Oak Cliff, South Dallas, Downtown, Uptown, North Dallas, Richardson és Plano, míg a Blue Line Oak Cliff, Downtown, Uptown, East Dallas, Lake Highlands és Garland között halad. A red és a blue vonal az Oak Cliff-i 8th & Corinth állomás és az észak-dallasi Mockingbird állomás között egyesül. A két vonal a Cityplace állomást szolgálja ki. A green vonal Carrollton, Farmers Branch, Love Field repülőtér, Stemmons Corridor, Victory Park, Downtown, Deep Ellum, Fair Park, South Dallas és Pleasant Grove városrészeket szolgálja ki.
Az Orange Line kezdetben csúcsforgalmú vonalként üzemelt, amely a Green és Red Line egyes szakaszain (a green vonal Bachman állomása a Downtown tranzitközponton keresztül a Red Line Parker Road állomásáig, amely egy "U" alakot alkot) nyújtott többletkapacitást. Az Orange Line első szakasza azonban 2010. december 6-án megnyílt, és a nyugati végét Bachmantól az irvingi Belt Line állomásig meghosszabbította. A második és egyben utolsó szakasz 2014 augusztusában nyílt meg, és a DFW repülőteret látta el vasúti szolgáltatással. A DFW Airport Terminal A állomás az Orange Line végállomása, és csatlakozik a Skylinkhez.
Ez biztosítja az utasok számára a DART vasútról való leszállás kényelmét, a biztonsági ellenőrzéshez való eljutást, majd a Skylinkre való azonnali felszállást, hogy gyorsan eljussanak a kívánt terminálhoz. A blue vonalat is meghosszabbították 4,5 mérfölddel (7,2 km), hogy Rowlettben a Rowlett Park & Ride létesítménynél kiszolgálja a Rowlettet.
2009 augusztusában a Regionális Közlekedési Tanács beleegyezett, hogy 96 millió amerikai dollárt kérjen szövetségi ösztönző dollárból egy troli projektre Dallasban és Fort Worthben. Az Oak Cliff-i Közlekedési Hatóság állt az élre, amelynek vezetői egy olyan villamosvonalat képzeltek el, amely a Houston Street-i viadukton keresztül összekötné a Union Stationt és a Dallas Convention Centert a belvárosban Oak Cliff-el, a Methodist Medical Centerrel és a Bishop Arts District-el.
Dallas 2010 februárjában 23 millió dolláros TIGER-támogatást kapott az 58 millió dolláros Dallas Streetcar projekthez.
Földalatti metróhálózat nem épült az 1,3 milliós nagyvárosban.
A light rail mellett az Amtrak Texas Eagle járata is kiszolgálja a Union Stationt, amely naponta közlekedik keletre Chicagóba és nyugatra San Antonióba, valamint háromszor hetente nyugatra Los Angelesbe. A Trinity Rail Express a Union Station és a T&P Station állomások között közlekedik.

### Légi

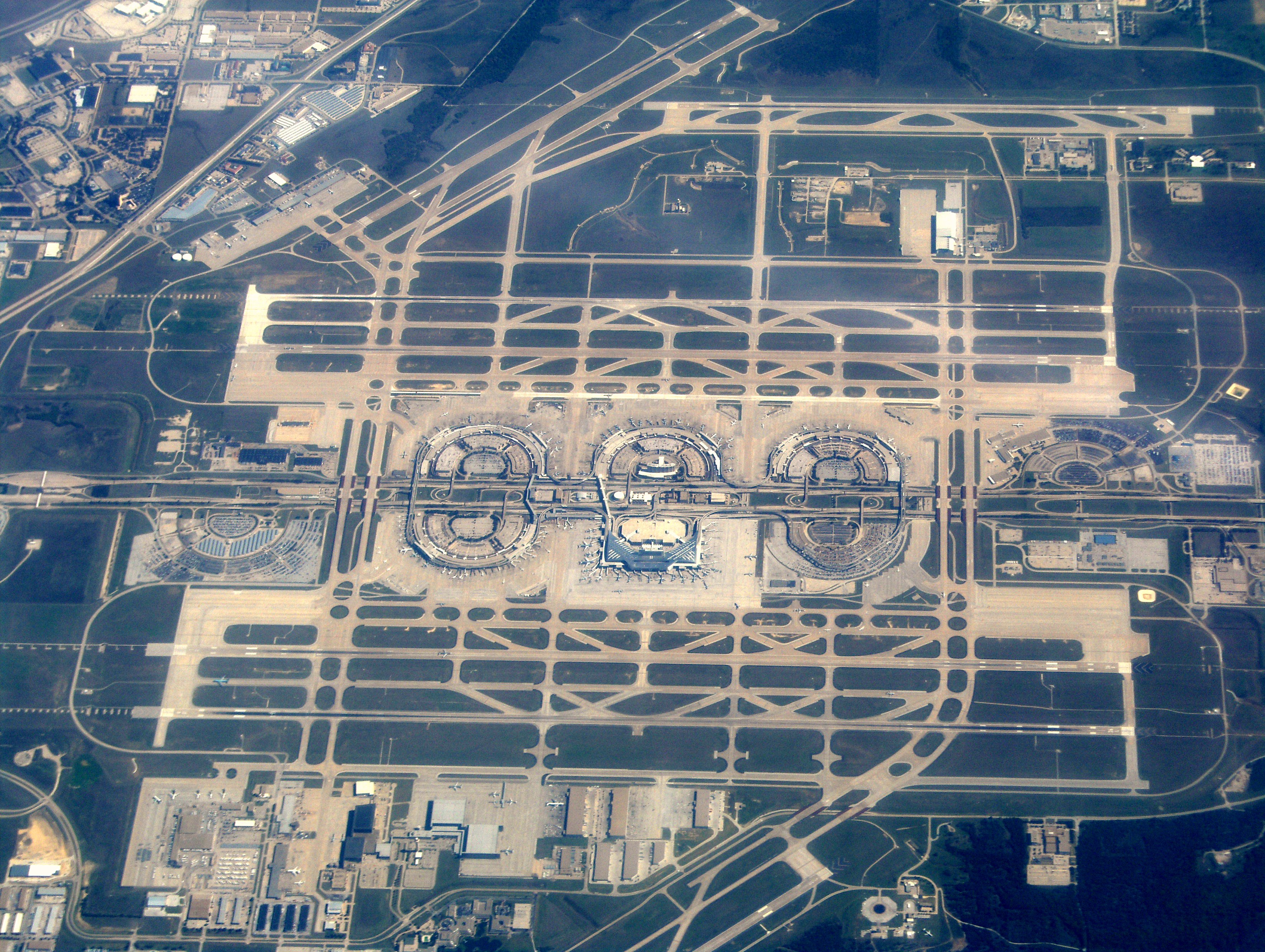
A Dallas/Fort Worth nemzetközi repülőtér az Amerikai Egyesült Államok egyik legjelentősebb nemzetközi repülőtere, az American Airlines legnagyobb bázisa

Dallasban két kereskedelmi repülőtér is található: Dallas/Fort Worth nemzetközi repülőtér (DFW) és a Dallas-Love repülőtér. Ezen kívül a Dallas Executive repülőtér (korábban Redbird repülőtér) a város általános légiközlekedési repülőtereként szolgál, és az Addison repülőtér is hasonlóan működik a város határain kívül, Addison külvárosában. Két további általános légiközlekedési repülőtér található Dallastól mintegy 56 km-re északra, McKinneyben, további kettő pedig Fort Worthben, a metroplexus nyugati oldalán. A messze észak-Fort Worthben található Alliance repülőtér a DFW repülőtér teherszállító repülőtere és általános légiközlekedési létesítmény.
A DFW repülőtér a külvárosban található, Fort Worth és Dallas belvárosától kissé északra és egyenlő távolságra. Méretét tekintve a DFW nemzetközi repülőtér a legnagyobb az államban, a második legnagyobb az Egyesült Államokban és a kilencedik legnagyobb a világon; a DFW nemzetközi repülőtér nagyobb, mint Manhattan szigete.
A forgalmat tekintve a DFW repülőtér a legforgalmasabb repülőtér az államban, a negyedik legforgalmasabb az Egyesült Államokban és a tizenegyedik legforgalmasabb a világon. Az American Airlines, a világ legnagyobb légitársasága, megelőzve a United Airlines-t és a Delta Air Lines-t, központja kevesebb mint egy mérföldre (1,6 km) van a DFW repülőtértől Fort Worth városhatárain belül. Hasonlóképpen, a Dallas-Love repülőtér a város határain belül, a belvárostól mintegy 6 mérföldre (10 km) északnyugatra található, és a Southwest Airlines, az Amerikai Egyesült Államok legnagyobb belföldi légitársaságának székhelye.

## Sportélet

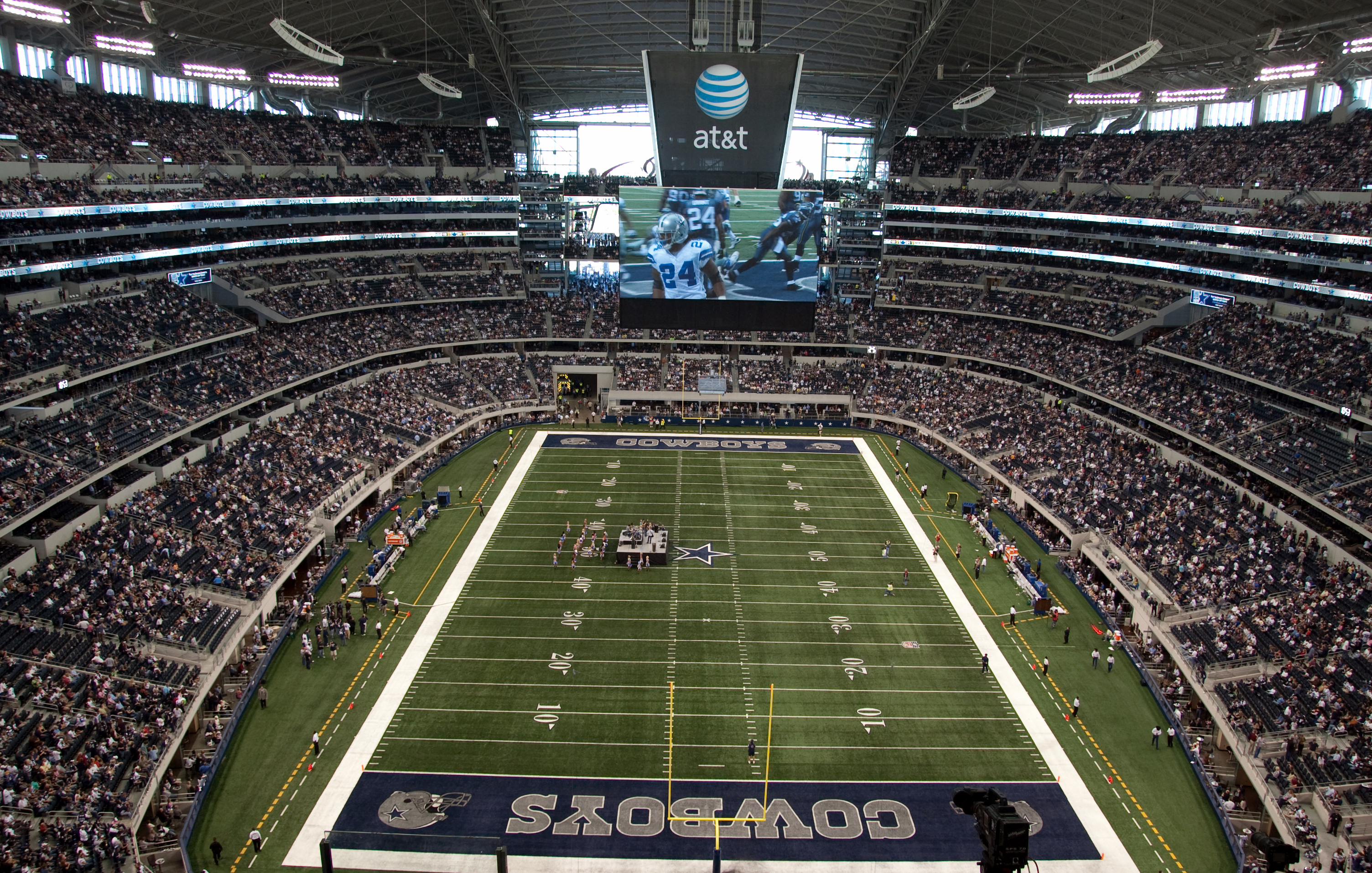
A Dallas Cowboys Stadionja

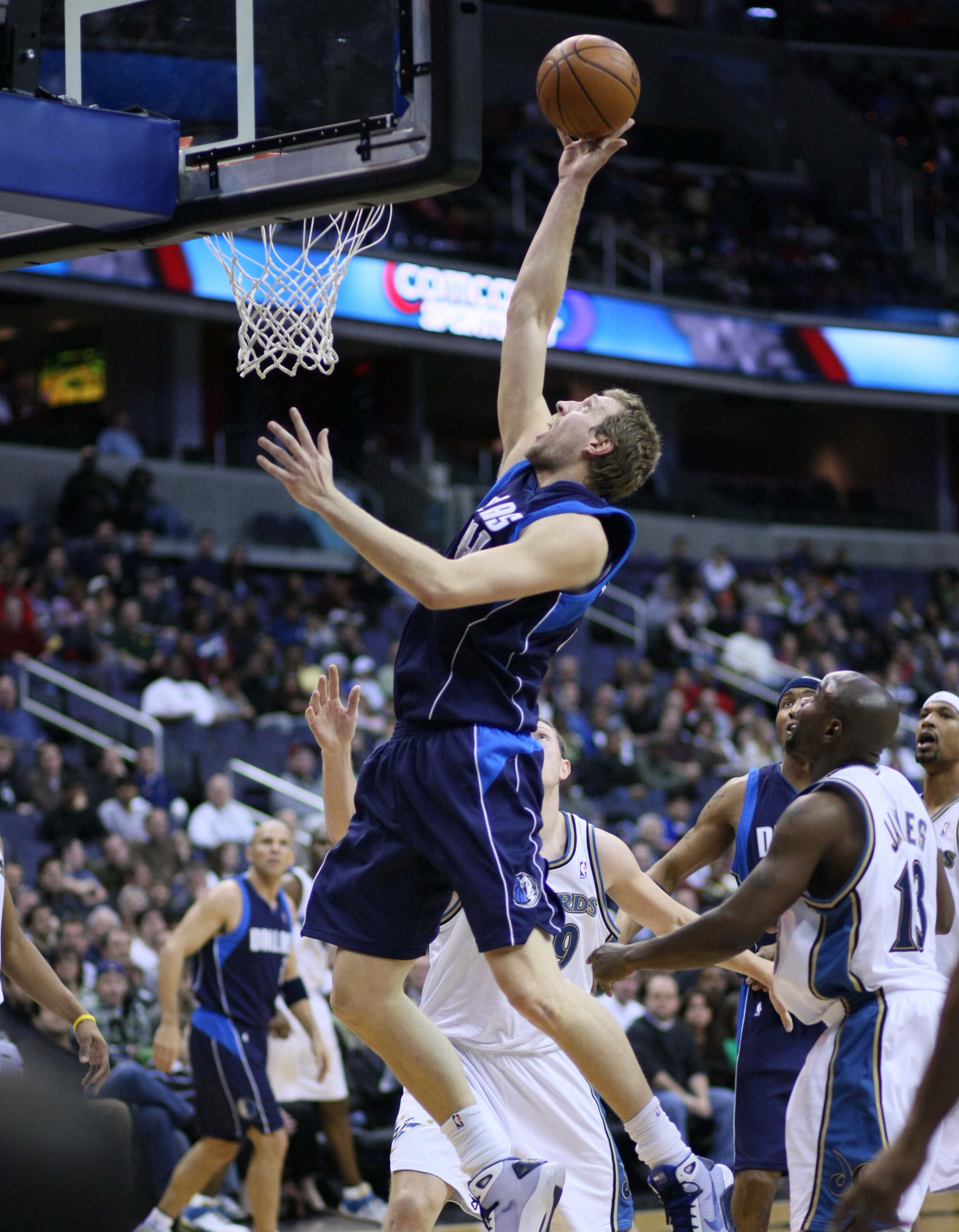
Dirk Nowitzki a Mavericksszel

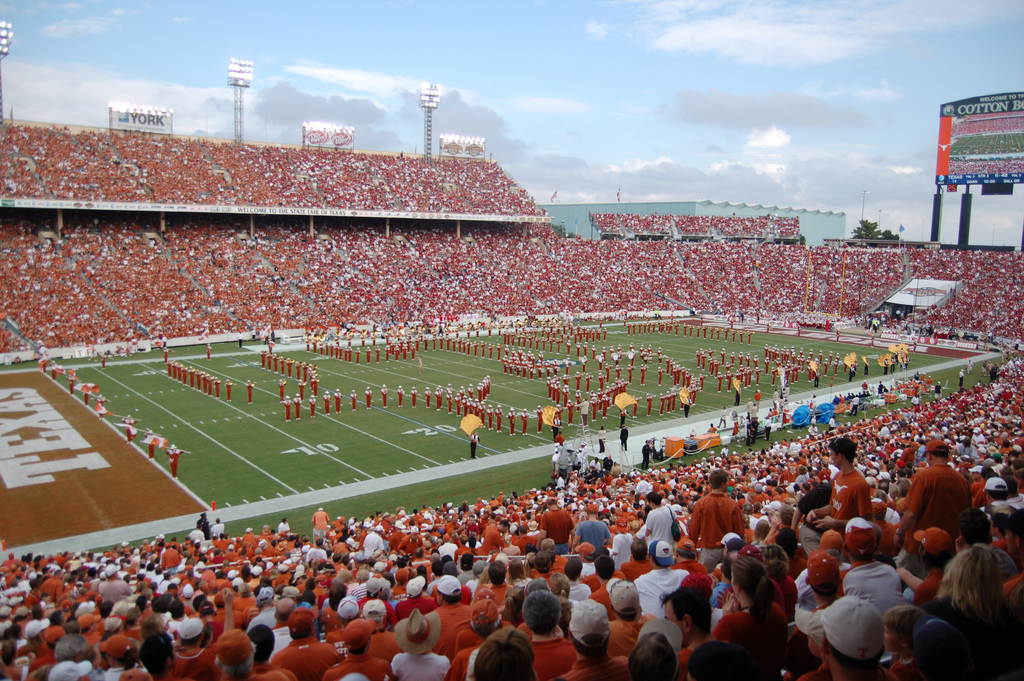
A Cotton Bowl ad otthont az éves Red River Showdownnak.

A városban mind a négy, Amerikában népszerű sportágnak van első osztályú csapata:
- Amerikai futball (NFL): Dallas Cowboys
- Baseball (MLB): Texas Rangers
- Jégkorong (NHL): Dallas Stars
- Kosárlabda (NBA): Dallas Mavericks

A labdarúgás is kezd teret hódítani, Dallas első ligás csapata az FC Dallas. Az MLC nevű krikettligában is van helyi csapat, a Texas Super Kings.
Dallas belvárosa ad otthont az American Airlines Centerben játszó két fő ligás sportcsapatnak: a Dallas Mavericks (NBA), amely 2011-ben megnyerte az NBA-bajnokságot, és a Dallas Stars (NHL), amely 1999-ben Stanley Kupát nyert. A közeli Arlington ad otthont a Dallas Cowboysnak (NFL), amely az AT&T Stadionban játszik, és öt Super Bowlt nyert, a Texas Rangersnek (MLB), amely a Globe Life Fieldben játszik és 2023-ban megnyerte a World Series-t, valamint a Dallas Wingsnek (WNBA), amely a College Park Centerben játszik. Az MLS-csapat FC Dallas a friscói Toyota Stadionban játszik, és 1997-ben és 2016-ban megnyerte a Lamar Hunt U.S. Open Cupot. Emellett számos kisebb ligás és egyetemi sportprogram is működik a környéken.
A Cowboys 1960-as, bővülő csapatként való csatlakozása óta a ligához jelentős sikereket ért el, nyolc Super Bowlba jutott be, és ötöt megnyert. A Cowboys pénzügyileg a világ legértékesebb sportfranchise-a, értéke megközelítőleg 4 milliárd dollár. 2009-ben költöztek át az új, 80 000 férőhelyes stadionjukba Arlingtonban, amely a Super Bowl XLV helyszíne volt, és a 2026-os FIFA-világbajnokság alatt a legtöbb mérkőzésnek ad otthont. A Cowboys jelenleg a National Football Conference (NFC) keleti divíziójának tagja.
A Texas Rangers 2010-ben, 2011-ben és 2023-ban megnyerte az Amerikai Liga bajnoki címét, 2023-ban pedig megnyerte a World Seriest. A franchise 1972-ben költözött át Washington D.C.-ből. Az Amerikai Liga nyugati divíziójában játszanak.
A Dallas Mavericks 1980-ban bővítésként csatlakozott a ligához. 2011-ben Dirk Nowitzki vezetésével megnyerték első National Basketball Association-bajnokságukat. A Nyugati Konferencia délnyugati divíziójában játszanak.
A Dallas Stars 1993-ban költözött Észak-Texasba a korábbi csapat, a Minnesota North Stars áttelepülésével. A Stars nyolc divíziós bajnoki címet nyert Dallasban, két Presidents' Trophyt az NHL legjobb alapszakasz-csapataként, háromszor a Nyugati Konferencia bajnokságát, 1998-99-ben pedig a Stanley Kupát. A csapat a Nyugati Konferencia központi divíziójában játszik.
Az FC Dallas a Toyota Stadionban (korábban FC Dallas Stadion és Pizza Hut Park) játszik, amely 2005-ben nyílt meg. Jelenleg az MLS Nyugati Konferenciájában játszik. A csapat eredeti neve Dallas Burn volt, és korábban a Cotton Bowlban játszott. Bár az FC Dallas még nem nyert MLS-kupát, 1997-ben és 2016-ban megnyerte a Lamar Hunt U.S. Open Cupot, 2016-ban pedig a Supporters' Shieldet. Korábban a Dallas Tornado 1968 és 1981 között az észak-amerikai labdarúgóligában játszott.
A Dallas Wings 2016-ban érkezett a Metroplexbe, miután átköltözött Tulsából.
A Dallas-Fort Worth régióban számos neves kisebb ligás csapat van. Az Allen Americans egy profi jégkorongcsapat, amelynek székhelye a Credit Union of Texas Event Centerben van Allenben, Texasban, és jelenleg az ECHL-ben játszik. Ők az NHL-ben szereplő Seattle Kraken kisebbik leánycsapata. A csapatot 2009-ben alapították a Central Hockey League(CHL) keretében. Zsinórban 4 bajnoki címet nyertek, kettőt a CHL-ben (2012-13, 2013-14) és kettőt az ECHL-ben(2014-15, 2015-16).
A Dallas Renegades egy profi futballcsapat az újraindított XFL-ben, amely hazai mérkőzéseit a Globe Life Parkban, a Texas Rangers korábbi otthonában játssza.
A Dallas Sidekicks (2012) egy amerikai profi teremlabdarúgócsapat, melynek székhelye a texasi Allenben, Dallas külvárosában található. Hazai mérkőzéseiket a Credit Union of Texas Event Centerben játsszák. A csapat nevét az eredeti Dallas Sidekicksről kapta, amely 1984 és 2004 között működött. Az MLS-hez tartozó North Texas SC csapata az MLS Next Pro tagja, és Friscóban, a Toyota Stadionban játszik; az FC Dallas tartalékcsapata. A Dallas Mavericksnek van egy NBA G League-csapata, a Texas Legends.
A rögbi fejlődő sportág Dallasban és általában Texasban. A több klub, a férfi és női kluboktól kezdve a főiskolai és középiskolai klubokig, a Texas Rugby Football Union tagja. Dallas egyike volt az Egyesült Államok mindössze 16 városának, amely bekerült a rögbi Szuperligába, amelyet a Dallas Harlequins képvisel. 2020-ban a Major League Rugby bejelentette a Dallas Jackals új franchise-t. Az ausztrál szabályfoci is növekszik Dallasban. 2020-ban a Major League Rugby bejelentette a Dallas Jackals-t, mint új franchise-t. Az ausztrál szabályfoci is növekszik Dallasban. Az 1998-ban alapított Dallas Magpies az Egyesült Államok ausztrál futballligájában versenyez.
Az egyetlen divízió I-es sportprogram Dallas politikai határain belül a Dallas Baptist University Patriots baseballcsapata. Bár a városhatáron kívül van, a Southern Methodist University Mustangs csapata a University Park enklávéjában található. A szomszédos városokban, Fort Worthben, Arlingtonban és Dentonban a Texas Christian University Horned Frogs, az UT Arlington Mavericks, illetve a University of North Texas Mean Green csapata működik. Dallas környéke adott otthont a 2014-es NCAA férfi divízió I-es kosárlabda-bajnokság Final Fourjának az AT&T Stadionban. Az egyetemi Cotton Bowl Classic labdarúgó-mérkőzést 2009-ig a Cotton Bowlban játszották, de azóta az AT&T Stadionba költözött.
A Red River Showdown egy amerikai egyetemi futball rivalizáló mérkőzés, amelyet évente a Cotton Bowl Stadionban játszanak a Texas Állami Vásár második hétvégéjén, októberben. A mérkőzést az Oklahomai Egyetem Oklahoma Sooners labdarúgócsapata és az austini Texasi Egyetem Texas Longhorns labdarúgócsapata játssza. Dallasban található a 10 000 férőhelyes Forester Stadion is, amelyet főként futball- és labdarúgó mérkőzésekre használnak.

## Testvérvárosok
Dallas testvérvárosai:
- Brno, Csehország
- Kolkata, India[160]
- Dijon, Franciaország
- Monterrey, Mexikó
- Riga, Lettország
- Szaratov, Oroszország[161]
- Tajpej, Kínai Köztársaság
- Recife, Brazília

## A város szülöttei
- Owen Wilson
- Luke Wilson
- Robin Wright
- Amy Acker
- Usher
- Marcus Smart
- Aaron Spelling
- Jensen Ackles
- Julius Randle

## Fordítás
- Ez a szócikk részben vagy egészben  a   Dallas című angol Wikipédia-szócikk ezen változatának fordításán alapul.  Az eredeti cikk szerkesztőit annak laptörténete sorolja fel. Ez a jelzés csupán a megfogalmazás eredetét és a szerzői jogokat jelzi, nem szolgál a cikkben szereplő információk forrásmegjelöléseként.